# Truppenfahne (Wehrmacht)
Die Truppenfahnen der Wehrmacht waren die ab dem Jahr 1936 den Verbänden der deutschen Wehrmacht gestifteten Feldzeichen. Ihre Einführung bedeutete eine Neubelebung der Tradition deutscher Truppenfahnen nach dem Ersten Weltkrieg, nachdem die Reichswehr keine eigenen Truppenfahnen mehr geführt hatte. Grundsätzlich führten nur Bataillone und selbständige Einheiten (Kompanien etc.) eigene Fahnen.

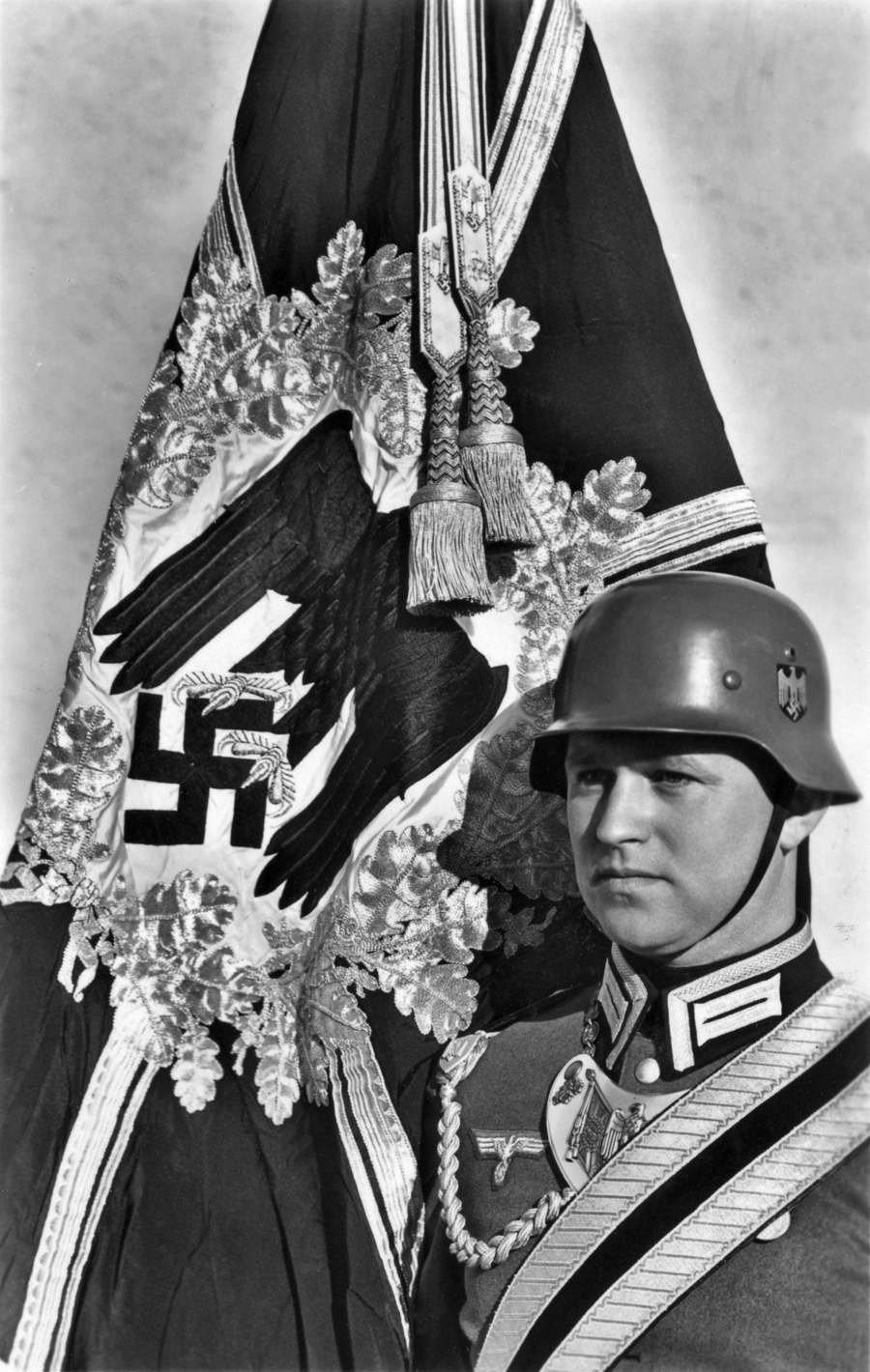
Truppenfahne eines Pionier-Bataillons

## Entstehung
Während der Zeit des Nationalsozialismus wurden die von vielen Truppenverbänden noch benutzten Truppenfahnen und -standarten des Deutschen Kaiserreichs abgeschafft. Nachdem mit dem Reichsflaggengesetz vom 15. September 1935 die Hakenkreuzflagge als einzig gültige Nationalflagge festgelegt worden war, wurde per Erlaß über Truppenfahnen vom 16. März 1936 (Heeresverordnungsblatt S. 77) die Wiedereinführung von neu geschaffenen Truppenfahnen angeordnet. Die meisten dieser Truppenfahnen wurden in den Jahren 1936 und 1937 offiziell übergeben und es kann davon ausgegangen werden, dass bis zum Kriegsbeginn im Jahre 1939 alle bestehenden Verbände mit entsprechenden Fahnen ausgestattet worden waren.
Während des Zweiten Weltkrieges wurden keine neuen Truppenfahnen an die Verbände verteilt. Lediglich ein paar individuelle Verbände, wie z. B. das so genannte Führerbegleitbataillon erhielt die Fahnen noch nach dem 1. September 1939 zugeteilt, da diese Verbände noch vor Ausbruch des Krieges „aufgestellt“ worden waren.
Es war beabsichtigt, dass nach einem siegreichen Ende des Krieges besondere Vorschriften erlassen werden, die genaue Regelungen über die Truppenfahnen der militärischen Verbände enthalten sollten. Bis zu diesem Zeitpunkt wurde jedoch angeordnet, dass jede Einheit ihre ursprünglich zugewiesene Truppenfahne bis zum Ende des Krieges beibehalten musste, und zwar unabhängig davon, ob Verbände aufgelöst und anderen zugeteilt oder neue aufgestellt wurden. Dies galt selbst dann, wenn die Einheit etwa vom Heer zur Luftwaffe wechselte.

## Fahnenparade
Am 1. Januar 1937 erließ das Oberkommando des Heeres eine Vorschrift, die das Zeigen bzw. Paradieren der Truppenfahnen und -standarten regelte. Danach war dies nur zu bestimmten Ereignissen erlaubt.
1. Entrollte Fahnen und Standarten waren zu folgenden Anlässen zu präsentieren:
a) Zu Ehrenparaden, wie etwa zum Geburtstag des Führers und Oberkommandierenden der Wehrmacht, sofern an diesem Ereignis Truppen mindestens in Bataillonsstärke oder in einer Stärke von wenigstens 3 Zügen mit Waffen teilnahmen.
b) Mit Ehrenkompanien oder Ehrenzügen, die für den Führer aufgeboten wurden.
c) Mit Ehrenbatterien für den Führer, wenn diese an einem Vorbeimarsch teilnahmen.
d) Beim Fahneneid neuer Rekruten
e) Zu feierlichen Ereignissen, besonderen Inspektionen, feierlichen Amtseinsetzungen usw., wenn Truppen mindestens in Bataillonsstärke oder in einer Stärke von wenigstens 3 Zügen mit Waffen teilnahmen.
f) Bei Beisetzungszeremonien, wenn Truppen mindestens in Bataillonsstärke oder in einer Stärke von wenigstens 3 Zügen mit Waffen teilnahmen.
2. Truppenverbände, die zu ihrem Ausbildungslager hin- oder von diesem abmarschierten, mussten die Fahnen und Standarten in eingerolltem Zustand und in der Schutzhülle befindlich, transportieren.
3. Untersagt war das Präsentieren der Fahnen und Standarten bei folgenden Gelegenheiten:
a) Bei Manövern im Felde
b) Bei allgemeinen Manövern der Wehrmacht jedoch mit folgender Ausnahme:
4. Bei einer Feldparade nach Abschluss des Manövers. Die Fahnen und Standarten mussten auf besonderen Befehl ins Manövergebiet gebracht und durften nur während der Parade entrollt werden. Während des Rückmarsches vom Manövergelände mussten alle Fahnen und Standarten eingerollt und geschützt transportiert werden, sofern sie sich in vollständig trockenem Zustand befanden.
Die gleichen Vorschriften galten auch für die Präsentation von Fahnen landgestützter Marineverbände und -schulen mit folgenden Ausnahmen:
1. Punkt 1.c) entfiel
2. Beim Fahneneid neuer Rekruten mussten Marinetruppen mindestens in Bataillonsstärke oder in einer Stärke von wenigstens 3 Zügen in Waffen anwesend sein.
3. Die Präsentation entrollter Fahnen fand auch bei besonderen feierlichen Ereignissen der Marine, wie etwa dem Stapellauf von Kriegsschiffen, statt.

## Fahnenkommandos
In der Praxis wurden Truppenfahnen und -standarten ohne Ausnahme von einem Unteroffizier getragen, der von zwei Offizieren aus den unteren Dienstgraden begleitet wurde. Das kleinstmögliche Fahnenkommando bestand aus drei Soldaten, einem Fahnen- bzw. Standartenträger sowie zwei Fahnen- bzw. Standartenoffizieren. Auch Fahnen, die man in größerer Anzahl in einer Reihe oder einem Block trug, wurden grundsätzlich nur von zwei Offizieren begleitet.
In gleicher Weise wurde bei Kavallerieverbänden verfahren, nur dass in diesem Fall die Soldaten jeweils auf einem Pferd ritten.
Standartenträger von motorisierten Verbänden saßen dagegen neben dem Fahrer auf dem Vordersitz, während die begleitenden Offiziere auf dem Rücksitz des offenen Fahrzeugs Platz nahmen.
Verbänden der Panzertruppen war es gestattet, ihre Standarten auf den Fahrzeugen fest im Einstiegsturm zu montieren. Sofern es räumlich möglich war, wurden insgesamt drei Panzerfahrzeuge in einer Reihe ausgerichtet, wobei das mittlere die Standarte mit dem Standartenträger, sowie die beiden äußeren die begleitenden Offiziere transportierten, die alle aufrecht in der geöffneten Turmluke standen.

## Beflaggungstage
Während des „Dritten Reichs“ wurde in der Wehrmacht an bestimmten Tagen die Beflaggung befohlen. Insgesamt handelte es sich um zehn Ereignisse, an denen entweder die Reichskriegsflagge gehisst oder die Parade der Truppenfahnen angeordnet wurde bzw. beide Vorgehensweisen gleichzeitig befohlen wurden. Im Einzelnen geschah dies an folgenden Tagen:
1. Am Neujahrstag, dem 1. Januar
2. Am Reichsgründungstag, dem 18. Januar
3. Am „Tag der nationalen Erhebung“, dem 30. Januar
4. Am „Heldengedenktag“, dem fünften Sonntag vor Ostern, ab 1939 dem Sonntag vor dem 17. März
5. Am Geburtstag des „Führers“, am 20. April
6. Am „Tag der Luftwaffe“, dem 21. April
7. Am „nationalen Feiertag des Deutschen Volkes“, dem 1. Mai
8. Am „Tag der Kriegsmarine“, dem 31. Mai
9. Am „Tag des Heeres“, dem 29. August
10. Am „Erntedanktag“, dem ersten Sonntag nach dem Michaelstag (29. September)

## Eideszeremonien
Der Fahneneid hat in der deutschen Militärgeschichte eine lange Tradition. Der Eid des Soldaten auf die Fahne war die Grundlage einer unlösbaren Verbindung, mit der er sich dem jeweiligen Führer des Staates, ob König, Kaiser oder Fürst mit seinem Leben zur Verfügung stellte. Bis etwa zur Mitte des 17. Jahrhunderts war es Tradition, dass eine neu aufgestellte militärische Truppe durch ein feierlich durchgeführtes Festnageln des Fahnentuchs an der Fahnenstange ihre „Weihe“ erhielt. Im umgekehrten Falle, nämlich der Auflösung der Truppe, wurde das Fahnentuch von der Stange gelöst und unter den angehörenden Soldaten verteilt, indem jeder ein kleines Stück des Tuchs in Besitz nahm. Der Fahnenträger erhielt dagegen den besonders geschmückten Teil der Fahnenspitze. Solange die Fahne jedoch im Winde flatterte, gehörte der Soldat mit Leib und Leben dem „Kriegsherren“, auf den der Fahneneid geleistet wurde.
Auch in moderneren Zeiten wurde der Fahneneid als feierliches Ereignis angesehen und war ebenso bindend.
Vor dem 2. August 1934 leisteten alle Soldaten der bewaffneten Streitkräfte in Deutschland einen Fahneneid auf ihren Staat ab. Als an diesem Tag der amtierende Reichspräsident, Generalfeldmarschall Paul von Hindenburg verstarb, nutzte Adolf Hitler die Gelegenheit zu verkünden, dass ab sofort die Ämter des Reichskanzlers sowie des Reichspräsidenten zusammengefasst und von ihm selbst ausgeübt werden. Gleichzeitig übernahm er auch die Funktion des Oberkommandierenden der Wehrmacht. Ein von Hitler selbst ausgearbeiteter und auf ihn persönlich zugeschnittener Fahneneid ersetzte zukünftig die alte Formulierung, auf die noch am selben Tage alle Angehörigen der Wehrmacht neu vereidigt wurden:
„Ich schwöre bei Gott diesen heiligen Eid, daß ich dem Führer des Deutschen Reiches und Volkes, Adolf Hitler, dem Oberbefehlshaber der Wehrmacht, unbedingten Gehorsam leisten und als tapferer Soldat bereit sein will, jederzeit für diesen Eid mein Leben einzusetzen.“
Dies war das erste Mal seit der Abdankung von Kaiser Wilhelm II., dass Angehörige der Streitkräfte ihren Treueschwur auf eine Einzelperson ablegten.
Ein neuer Rekrut, der in die Wehrmacht eintrat, legte ab August 1934 seinen Fahneneid in einer besonderen Zeremonie ab. Zu dieser Gelegenheit wurde die entrollte Truppenfahne in Anwesenheit der Mannschaften und Offiziere präsentiert. Vor die angetretenen Soldaten traten in der Regel vier neue Rekruten zur Truppenfahne heran, legten ihre linke Hand auf diese und sprachen die Eidesformel mit erhobener rechter Schwurhand. Durch eine Verfügung des Oberkommandos der Wehrmacht vom 28. Februar 1944, die am 20. April 1944 in Kraft trat, wurde eine Abänderung der Vereidigungsvorschriften in der Truppe angeordnet:
(103. Vereidigung) In Abänderung entgegenstehender Vorschriften wird bestimmt: Alle Soldaten des Heeres und der Luftwaffe sind, wie bei der Kriegsmarine, auf die Reichskriegsflagge zu vereidigen. Diese ist bei der Vereidigung vor der Mitte der zu vereidigenden Truppe anzubringen. Truppenfahnen/Standarten werden dabei nicht mitgeführt.
Als Folge wurden neue Rekruten nicht mehr wie bis dahin auf ihre Truppenstandarten vereidigt, sondern es genügte die eigene Waffe sowie die Anwesenheit der Reichskriegsflagge.
Eine weitere Ausdehnung der Verwendung der Reichskriegsflagge erfolgte durch einen am 28. August 1944 durch Adolf Hitler erfolgten Befehl, dass anstelle der bis dahin benutzten Fahnen und Standarten der einzelnen Truppenverbände ausschließlich die Reichskriegsflagge zu gebrauchen sei: (1.) Anstelle der Truppenfahnen und -Standarten tritt in Zukunft die Reichskriegsflagge. Dieser Befehl wurde am 16. September 1944 veröffentlicht. Die vorher verwendeten Fahnen und Standarten wurden in Museen nach Berlin, Dresden, München sowie Wien verbracht. Als Grund für diese Anordnung kann vermutet werden, dass eine Eroberung dieser Fahnen während eines Kampfverlaufs unbedingt vermieden werden sollte. Eine andere Erklärung könnte im schwindenden Vertrauen liegen, das Hitler gegenüber der Wehrmacht empfand. Dies wäre insbesondere unter dem Eindruck des Attentats vom 20. Juli 1944 auf Hitlers Person verständlich.

## Herstellung
Die Entscheidung von 1936, neue Truppenfahnen einzuführen, stellte die Verantwortlichen vor nicht unerhebliche Probleme. Seit Beginn des Ersten Weltkriegs im Jahre 1914 wurden keinerlei derartige Fahnen mehr hergestellt. Der damals sehr bekannte Maler und Illustrator Paul Casberg wurde damit beauftragt, das Design für die neuen Fahnen und Standarten zu entwerfen. Casberg wurde mit großen Problemen konfrontiert, als er versuchte, erfahrene und geschickte Arbeitskräfte zu bekommen, welche die komplizierten, notwendigen Stickarbeiten übernehmen sollten. Frauen, die noch 1914 derartige aufwändige Arbeiten ausführen konnten, waren im Jahr 1936 nicht mehr in genügender Anzahl zu finden. Kenntnisse über diese Handwerkskunst waren inzwischen weitgehend verloren gegangen.
Die erste Aufgabe Casbergs bestand daher darin, die wenigen Experten auf diesem Gebiet ausfindig zu machen, die ihrerseits neue Kräfte ausbilden konnten. Um die Haltbarkeit der Fahnen und Standarten optimal zu gestalten, war es unvermeidbar, diese von beiden Seiten mit großem Aufwand zu besticken. In der Praxis wurden alle Elemente zunächst auf das Tuch vorgezeichnet und anschließend das seidene Fahnentuch senkrecht auf ein Holzgestell gespannt. Das Tuch wurde dann gleichzeitig von zwei Stickerinnen auf beiden Seiten bearbeitet. Die Stickereien wurden peinlich genau von oben nach unten abgearbeitet. Nach Fertigstellung einer Sektion wurde das Fahnentuch um eine im oberen Teil angebrachte Fahnenrolle aufgewickelt, um das Tuch ständig gespannt zu halten und damit jegliche Verzerrungen der Ornamentik zu vermeiden.
Trotz der Einführung von neuen, nationalsozialistischen Symbolen reichten die Wurzeln vieler Merkmale der neuen Fahnen und Standarten weit zurück in die deutsche Militärgeschichte. Nicht nur die Größe der Fahnentücher, auch die Wahl der Farben war durch ältere Vorbilder mit beeinflusst. Die Fahnenstange, die Fahnenspitze, die Banderolen, die 74 Nägel um das Fahnentuch an der Stange zu befestigen und vieles andere mehr hatte ihren Ursprung in historischen Vorbildern.

## Waffenfarben

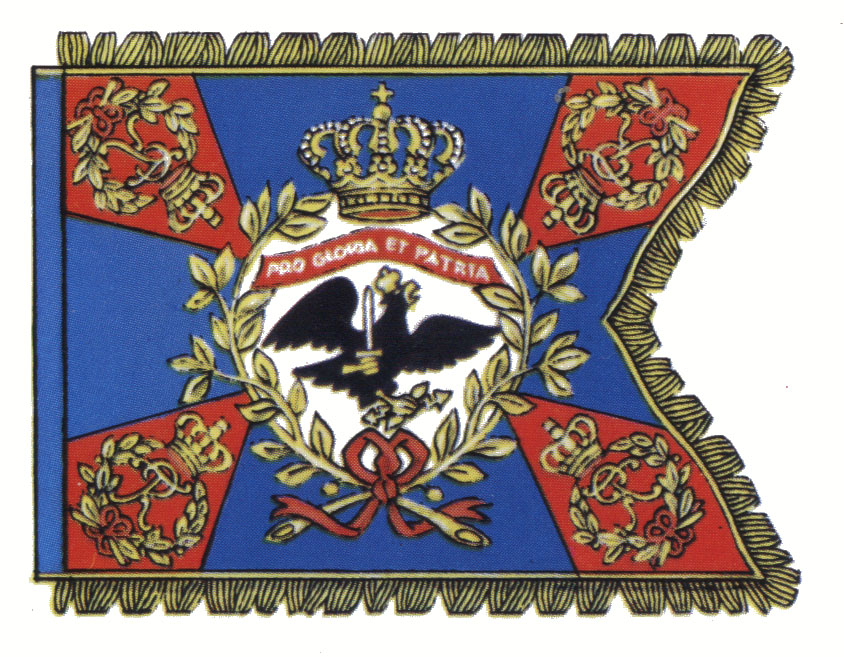
Preußische Standarte vor 1807

Truppenstandarte für Artillerieverbände in der Grundfarbe Rot

Im Gegensatz zu den sehr unterschiedlich gefertigten Fahnen und Standarten früherer deutscher Heere, die aus vielen verschiedenen Emblemen, Farben und Mustern zusammengesetzt waren, zeigten diejenigen des „Dritten Reichs“ ein relativ einheitliches Grundmuster.
Um zwischen den verschiedenen Truppengattungen innerhalb des Heeres und auch der Luftwaffe unterscheiden zu können, wählte man bestimmte Farben als Unterscheidungsmittel. Diese Farben wurden jeweils als Hintergrundfarbe für die Truppenfahnen verwendet und korrespondierten mit den jeweiligen „Waffenfarben“. Dieses Unterscheidungsverfahren hatte seine Wurzeln bereits im Ersten Weltkrieg, wurde auch in der Reichswehr weitergeführt und gipfelte schließlich in seiner sehr komplexen Form innerhalb der Wehrmacht.
Das deutsche Heer verfügte über folgende Waffenfarben, die auf den jeweiligen Truppenfahnen und -standarten Verwendung fanden: Weiß, Karminrot, Goldgelb, Zitronengelb, Bordeauxrot, Hellblau, Hellgrün, Schwarz und Altrosa. Nicht ganz sicher ist die Verwendung von Standarten in der Farbe Wiesengrün und unwahrscheinlich solche in der Farbe Kupferbraun.
Siehe dazu auch
Die deutsche Luftwaffe unterschied u. a. die Waffenfarben Goldgelb, Karminrot und Goldbraun.
Siehe dazu auch
Marinelandeinheiten und Marineschulen unterschieden keine Waffenfarben. Ihre Fahnen wurden grundsätzlich auf mittelblauem Tuch gefertigt.
Zu diesem System existierten nur wenige Ausnahmen, wie etwa die Standarte des so genannten „Führerbegleitbataillons“ sowie die Fahnen der „Landespolizeigruppen“, die von diversen Heeres- und Fallschirmjägerverbänden sowie vom Regiment „General Göring“ verwendet wurden.

## Symbolik

### Adler

Reichsadler 1935–1945

Die Nationalsozialisten führten die jahrhundertealte Tradition des Adlers als deutsches Wappentier fort, ließen ihn jedoch in seinen Fängen einen aus Eichenlaub bestehenden Kranz halten, der das Hakenkreuz – das Parteisymbol der NSDAP – enthielt. Diese Kombination, bestehend aus Adler und Hakenkreuz, bildete das offizielle Staatssymbol des „Dritten Reichs“.
Die Form des Adlers beim Heer und der Marine der Wehrmacht („Wehrmachtadler“) unterschied sich etwas vom „Parteiadler“, indem dieser mit herabgesetzten Schwingen präsentiert wurde. Auch die Luftwaffe verwendete unter dem Einfluss ihres Chefs Hermann Göring eine abgewandelte Form des Adlers, die traditionelle Elemente mit solchen der neuen politischen Bewegung vereinigen sollte.
In der einen oder anderen Form wurde der Adler auf fast allen militärischen Fahnen in der Zeit des „Dritten Reichs“ gezeigt.

### Eisernes Kreuz
Von 1819 an zeigte man das Eiserne Kreuz auf verschiedenen Preußischen Kriegs- und Dienstflaggen. Ab 1867 wurde es in die Kriegsflagge des Norddeutschen Bundes und in die Kaiserliche Kriegsflagge von 1871 gesetzt. Sein traditioneller Gebrauch wurde zunächst während der Weimarer Republik und anschließend während des „Dritten Reichs“ sowohl als militärische Auszeichnung als auch als Symbol auf den Fahnen und Standarten der deutschen Wehrmacht fortgesetzt.

### Hakenkreuz
Das historisch sehr alte Symbol des Hakenkreuzes wurde als Abzeichen des Nationalsozialismus von Adolf Hitler persönlich ausgewählt. In Verbindung mit dem Adler findet man es auf fast allen Militärfahnen und -standarten des „Dritten Reichs“.

### Eichenlaub
Die bekannteste Eigenschaft der Eiche ist das harte Holz, das der Stamm liefert. Wegen ihrer Fähigkeit ein hohes Alter zu erreichen und ihrer allgemeinen Stärke, symbolisierte dieser Baum traditionsgemäß positive Eigenschaften, die von Armeen besonders geschätzt wurden. Ein Kranz aus Eichenlaub repräsentiert Stärke und demzufolge wurde sie auf allen Fahnen und Standarten des „Dritten Reichs“ verwendet. Ideologisch gesehen war die Eiche zudem der heilige Baum der Germanen und deutscher Nationalbaum.

### Lorbeerlaub
Ein Lorbeerkranz wurde schon im alten Griechenland als ein Zeichen des Sieges verwendet. Während die Fahnen und Standarten von Heer und Marine ausschließlich Eichenlaubkränze zeigten, verwendete die Deutsche Luftwaffe als Symbol auch Lorbeerkränze.

## Heer

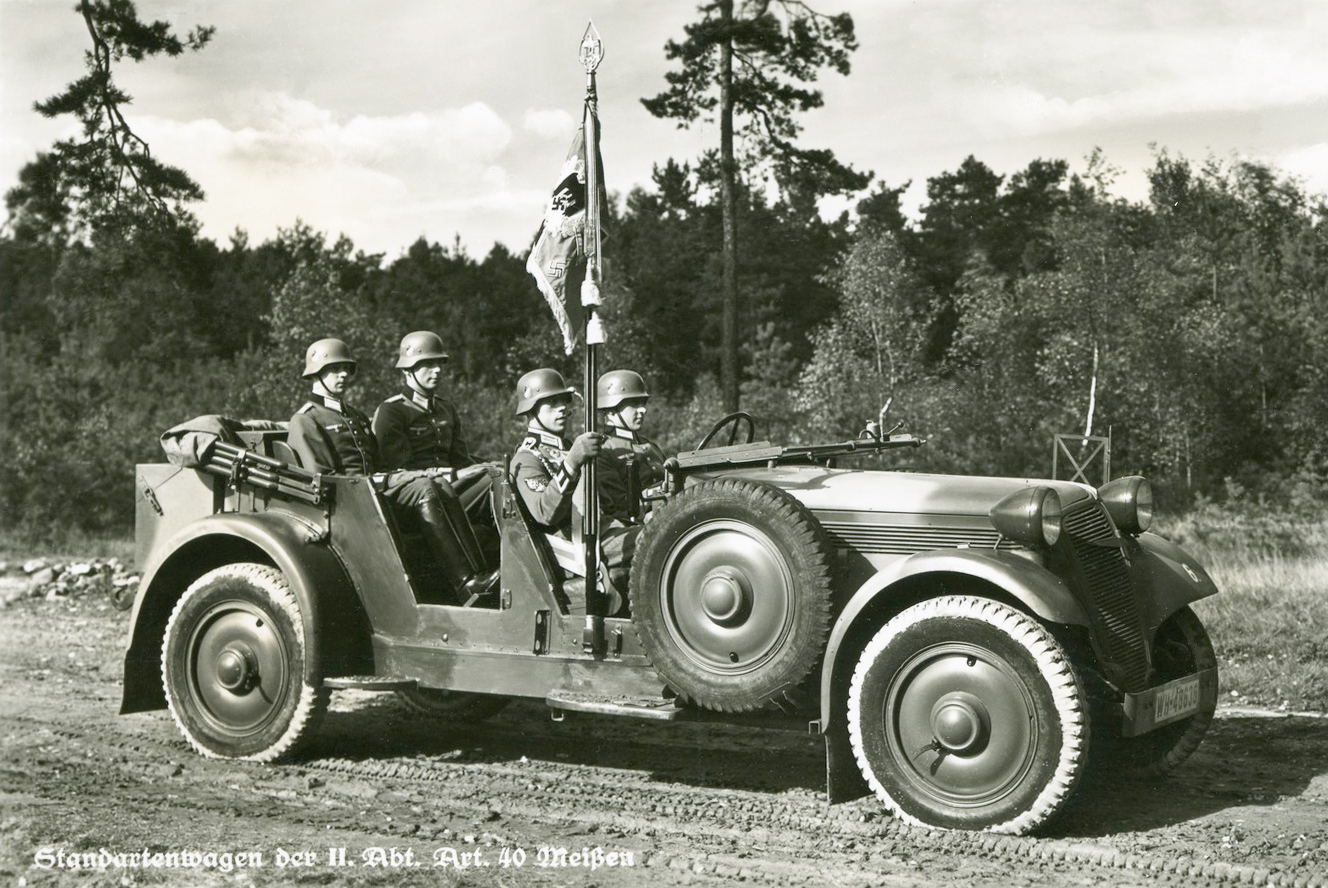
Anbringung einer Standarte am Fahrzeug einer Artillerie-Abteilung

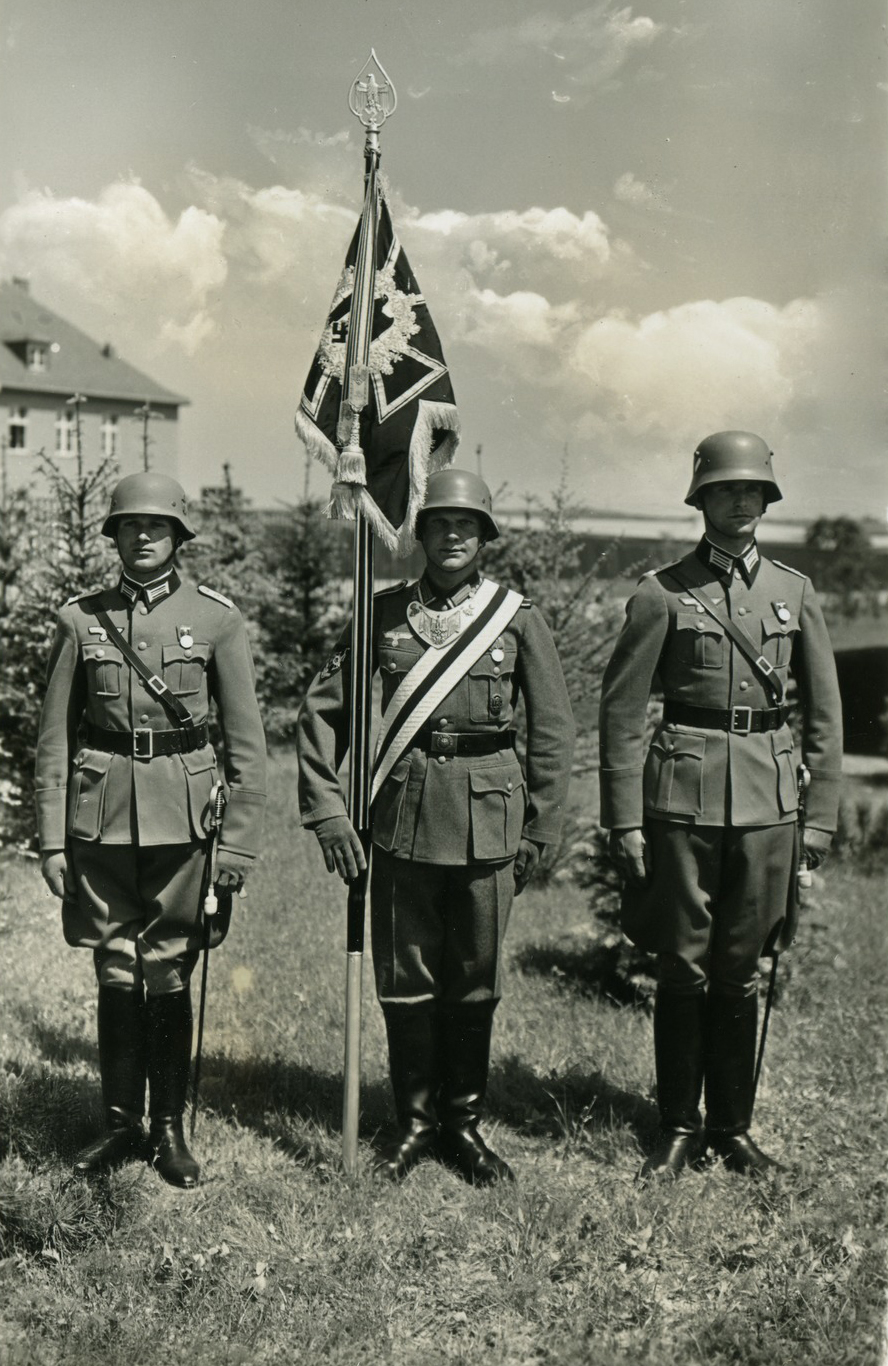
Standarte einer Beobachtungsabteilung

Nicht motorisierte Verbände der Pioniere, der Infanterie sowie Jäger- und Gebirgsjägereinheiten erhielten keine Standarten, sondern Fahnen, die aus einem quadratischen, an den Seiten 125 cm breiten Seidentuch bestanden. Die Standarten für motorisierte Verbände und Kavallerieverbände besaßen dagegen eine Länge von 75 cm und eine Höhe von 51 cm und waren am „fliegenden Ende“ mit einem 25 cm tiefen, „V-förmigem“ Ausschnitt versehen, dem so genannten „Husarenschnitt“. Sowohl Fahnen als auch Standarten waren „durchgestickt“, so dass auf der Rückseite das „gespiegelte“ Bild der Vorderseite zu sehen war.
Allen Truppenfahnen und -standarten gemeinsam war das Design. Das Zentrum des Tuchs zeigte einen in braun gehaltenen „Wehrmachtadler“, der auf einem auf die Spitze gestellten Hakenkreuz saß. Dieser war in ein weißes Feld gesetzt, das von einer silberfarbenen Girlande aus Eichenblättern umrandet wurde. Unterlegt wurde diese Girlande durch ein schwarzes, fast das ganze Tuch ausfüllendes Eisernes Kreuz. In den vier äußeren Ecken des Tuchs befand sich je ein auf die Spitze gestelltes Hakenkreuz.
Die Truppenfahnen bzw. -standarten waren an drei Seiten mit einer doppelt aufgenähten Einfassung aus silberfarbigen Aluminiumfäden verziert. Diese besaßen eine Breite von 4,5 cm.
Die drei Meter lange Fahnenstange bestand aus einem Stück Eichenholz, das Schwarz gestrichen und anschließend poliert wurde. Die Fahnenspitze wurde von einem silberfarbenen „Wehrmachtadler“-Emblem gekrönt.
Die Länge der Standartenstange betrug 2,85 Meter. Diese wurde noch durch silberfarbene Standartenleisten verziert.
Unterhalb der Fahnenspitze befand sich eine 172 cm lange Fahnen- bzw. Standartenbanderole aus silberfarbenen, geflochtenen Aluminiumfäden. Diese war 4,6 cm breit und beidseitig von außen nach innen in Schwarz, Silber und Rot eingefasst. An jedem Ende der Banderole befand sich eine je 18,2 cm lange, silberfarbene Quaste. Oberhalb dieser Quasten befanden sich je eine Metallplakette, auf der ein reliefierter „Wehrmachtadler“, eine Eichenlaubverzierung, sowie das Datum 16. März 1935 zu sehen waren.

### Fahnen

#### Bataillonsfahnen

Bataillonsfahnen nicht motorisierter Verbände (Übersicht)
Infanterie
Jäger- und Gebirgsjäger
Pioniere

Waffenfarben der Fahnen
Fahnen des Heeres existierten in drei verschiedenen Waffenfarben:
| Infanterieverbände              | Weiß       |  |
| Jäger- und Gebirgsjägerverbände | Mittelgrün |  |
| Pionierverbände                 | Schwarz    |  |

#### Fahne Grenadier-Regiment 134
Im Zuge des „Anschlusses“ Österreichs an das Deutsche Reich im März 1938 wurden deren bewaffneten Streitkräfte rasch in die Wehrmacht eingegliedert. Dem Infanterie-Regiment Nr. 134 wurde gestattet, zusätzlich zur gewöhnlichen, weiß grundierten Infanterie-Fahne die so genannte „Hoch- und Deutschmeister“-Fahne, eine alte Traditionsfahne der kaiserlichen österreichischen Armee, zu führen. Diese Fahne wurde bereits seit 1868 vom Hoch- und Deutschmeister-Regiment Nr. 4 gezeigt. Die vom Infanterie-Regiment Nr. 134 benutzte Fahne war in allem diesem historischen Vorbild nachempfunden. Lediglich die Farbgebung des „Flammenrands“ wurde geändert. Dieser bestand in der alten Traditionsfahne aus Dreiecken in den Farben Gelb, Rot, Weiß und Schwarz.
Die Fahne bestand aus einem rechteckigen goldgelben Tuch, das auf beiden Seiten das identische Muster zeigte.
Im Zentrum der Fahne befand sich ein doppelköpfiger Adler, das Symbol der Österreichisch-Ungarischen Monarchie. Der Rand der Fahne war an drei Seiten mit einem 10 cm breiten Rand eingefasst. Dieser bestand aus einer Serie von 69 abwechselnd schwarz-weiß-rot gefärbten flammenartigen Dreiecken.
Die Fahnenstange, die vermutlich aus Eichenholz bestand, war in ihrer gesamten Länge mit diagonal und spiralförmig verlaufenden Bändern in den Farben Gelb, Rot, Weiß und Schwarz gefärbt. Die Fahnenspitze bestand aus einer goldfarbenen, nicht weiter verzierten Speerspitze.
Obwohl an der ursprünglichen kaiserlichen „Hoch- und Deutschmeister“-Fahne Banderolen in hellblauer Farbe angebracht waren, wurden solche nicht an der neuen Fahne verwendet.

#### Fahne III. (Jäger) Bataillon Infanterie Regiment 92
Um die traditionell guten Verbindungen zur Finnischen Armee zu stärken, wurde am 17. November 1941 durch das Oberkommando des Heeres beschlossen, dass das III. Bataillon des Infanterieregiments 92 von diesem Zeitpunkt an den Titel III. (Jäger) Bataillon bzw. Jägerbataillon „Finnland“ führen durfte. Mit diesem Titel sollte es in die historischen Fußstapfen des früheren 27. Königlich-Preußischen Jägerbataillons (Finnische Jäger) treten.
Eine angeblich hergestellte Truppenfahne sollte im Wesentlichen der von Jäger- und Gebirgsjägerverbänden benutzten Version auf hellgrünem Tuch entsprechen, wies jedoch folgende Unterschiede auf:
Anstelle der in den Ecken der Fahne normalerweise angebrachten vier Hakenkreuze befanden sich vier Finnische Abzeichen. In der unteren linken und oberen rechten Ecke wurde das Finnische Staatswappen umgeben von Pinienzweigen gezeigt. In der oberen linken und unteren rechten Ecke befand sich je eine Repräsentation des so genannten „Finnischen Jäger Kreuzes“, einer Auszeichnung des früheren Reserve Jäger Bataillons Nr. 27 des Ersten Weltkriegs.
Ein solches Fahnentuch wurde im Jahre 1945 von englischen Verbänden im westlichen Mecklenburg-Vorpommern aufgefunden. Eine offizielle Verleihung ist in deutschen Quellen nicht nachzuweisen, vielmehr scheint belegt, dass das Fahnentuch von privater (finnischer?) Seite für das III. (Jäger) Bataillon IR 92 angefertigt worden ist und keinerlei offiziellen Charakter besaß. Dies wird auch durch von offiziellen Vorschriften abweichende Abmessungen der Fahne bekräftigt.

#### Fahne der ehemaligen Landespolizei-Abteilungen
Nach den Artikeln des Versailler Vertrages wurde im Jahr 1919 längs des Rheins eine entmilitarisierte Zone eingerichtet. Das gesamte Gebiet des Deutschen Reiches westlich des Rheins, sowie ein 50 Kilometer breiter Streifen östlich davon wurden zur "Entmilitarisierten Zone" erklärt. Danach war es deutschen Streitkräften nicht gestattet, in diesem Gebiet Truppen zu stationieren oder das Gebiet auch nur zu betreten. Diese Einschränkung galt jedoch nicht für Polizei-Regimenter. Um den Versailler Vertrag zu umgehen, wurden ab dem Jahr 1935 mehrere Polizeigruppen in Düsseldorf, Köln, Duisburg, Koblenz und einigen anderen Orten in dieser Zone stationiert.
Nachdem am 7. März 1936 deutsche Truppen die Entmilitarisierte Zone besetzt hatten, wurden mehrere Landespolizei-Abteilungen in Infanterie-Bataillone umgewandelt. Zur Erinnerung an ihren bis dahin geltenden Status als Polizei-Einheit wurde mehreren neu geschaffenen Bataillonen gestattet, ihre alten Landespolizei-Fahnen weiter zu führen. Im Einzelnen betraf diese Sonderregelung folgende Verbände:
- das I. Bataillon der Infanterieregimenter 77–80
- das II. Bataillon der Infanterieregimenter 37 und 81
- das III. Bataillon der Infanterieregimenter 78 und 79

Die Truppenfahne bestand aus einem quadratischen Seidentuch, das eine Seitenlänge von 126 cm hatte und war dunkelgrün grundiert. Die Rückseite der Fahne war identisch mit der Vorderseite. Der Adler blickte ebenfalls zur Fahnenstange.
Im Zentrum der Fahne befand sich auf einem weißen, kreisförmigen Feld ein schwarzer, preußischer Adler, der ein Schwert sowie 3 Blitze in seinen Fängen hielt. Über dem Adler war in einem Spruchband das lateinische Motto „Pro Gloria et Patria“ (Für Ruhm und Vaterland) angebracht. Das weiße Feld wurde durch einen silberfarbenen Lorbeerkranz umsäumt. Diesem hinterlegt war ein großes, das gesamte Tuch umfassende, auf der Spitze stehendes, weißes Hakenkreuz. Dieses war am Rand schmal schwarz eingefasst. Die Schenkel des Hakenkreuzes wurden zum Fahnenrand hin gekürzt. In jeder der vier Fahnenecken befand sich eine silberfarbene Repräsentation einer brennenden Granate.
Die Fahnenstange und -spitze entsprach den Ausführungen, die allgemein im Heer gebraucht wurden.
Unterhalb der Fahnenspitze befand sich eine 172 cm lange Fahnenbanderole, die aus silberfarbenen Aluminiumfäden hergestellt worden war. Diese war durch dunkelgrüne Streifen eingefasst. Ein weiterer befand sich im Zentrum der 4,6 cm breiten Banderole, an deren Enden sich je eine in silberfarbenen und dunkelgrünen Streifen eingefasste Quaste befand. Anders als bei den übrigen Heeresbanderolen üblich, wurde keinerlei Plakette oberhalb der Quaste angebracht.

### Standarten

#### Bataillonsstandarten

Bataillonsstandarten motorisierter Verbände und von Kavallerie-Verbänden (Übersicht)
Artillerie
Infanterie
Jäger- und Gebirgsjäger
Kavallerie
Nachrichtentruppen
Nebeltruppen
Panzertruppen
Pioniere
Schützen (später Panzergrenadiere)
Transport- und Versorgungsverbände

Waffenfarben der Standarten
Standarten für motorisierte Verbände des Heeres existierten bis Kriegsende in neun (möglicherweise zeitweilig elf) verschiedenen Waffenfarben:
| Truppengattung der Heer-Wehrmacht     | Farbe        | Farbe | Regimentsflaggen | Stabskommando Bataillonswimpel | Bataillonswimpel | Kompaniewimpel |
| ------------------------------------- | ------------ | ----- | ---------------- | ------------------------------ | ---------------- | -------------- |
| Artillerie-Verbände                   | tiefrot      |       |                  |                                |                  |                |
| Aufklärungseinheiten und Kradschützen | kupferfarben |       |                  |                                |                  |                |
| Infanterie-Verbände                   | weiß         |       |                  |                                |                  |                |
| Jäger- und Gebirgsjäger-Verbände      | mittelgrün   |       |                  |                                |                  |                |
| Feldgendarmerie                       | orange       |       | -                |                                |                  |                |
| Kavallerie-Verbände                   | goldgelb     |       |                  |                                |                  |                |
| Nachrichtentruppen                    | zitronengelb |       |                  |                                |                  |                |
| Nebeltruppe                           | bordeauxrot  |       |                  |                                |                  |                |
| Panzertruppe                          | altrosa      |       |                  |                                |                  |                |
| Pionier-Verbände                      | schwarz      |       |                  |                                |                  |                |
| Schützen (später Panzergrenadiere)    | wiesengrün   |       |                  |                                |                  |                |
| Transport- und Versorgungs-Verbände   | hellblau     |       |                  |                                |                  |                |

#### Standarte Schützen- und Kradschützenverbände
Die Waffenfarbe Wiesengrün diente den Schützen- und Kradschützenverbänden bis zum Beginn des Krieges, als diese Farbe abgeschafft wurde. Die Verbände wurden zu diesem Zeitpunkt anderen Waffengattungen zugeordnet. Da dem I. Bataillon des Schützen-Regiments 1 am 14. September 1936 eine neue Truppenstandarte zugewiesen wurde, darf davon ausgegangen werden, dass dieses Bataillon eine Standarte in der Grundfarbe Wiesengrün erhielt, die zu Beginn des Krieges abgelegt wurde.

#### Standarte Aufklärungsverbände

Vermutlich nie ausgegebene Standarte für Aufklärungsverbände

Eine angeblich für Aufklärungsverbände hergestellte Standarte in der Grundfarbe Kupfer- oder Hellbraun wurde vermutlich nie ausgegeben. Diese Verbände erhielten in der Regel Standarten, die der Waffenfarbe ihrer Einheit entsprachen. So erhielten z. B. Aufklärungsverbände von Panzertruppen eine Standarte in Altrosa und solche von Infanterieverbänden eine in Weiß verliehen.

#### Standarte „Führerbegleitbataillon“

Standarte des Führerbegleitbataillons
Rechte Seite
Linke Seite

Die Aufgabe, die Person Adolf Hitlers zu schützen, war ursprünglich Angehörigen des Heeres vorbehalten. Dazu bestand ab 1938 eine mobilmachungsabhängige Sicherungskompanie, welche im Herbst 1939 zum „Führerbegleitbataillon“ erweitert wurde. Kommandant des Führerhauptquartiers, zugleich Kommandeur des Bataillons war anfangs Generalmajor Erwin Rommel.
Am 30. September 1939 wurde dem Bataillon eine einzigartige Truppenstandarte überreicht. Während einer Zeremonie im Kasernengelände des Regiments „General Göring“ in Berlin-Reinickendorf überreichte Hitler persönlich seinem neu geschaffenen Begleitbataillon die neue Truppenstandarte. In ihrem generellen Aussehen hatte sie zwar die Form einer Heeresstandarte, kombinierte jedoch auf ihrer rechten Seite das Design der so genannten „Führerstandarte“ mit dem auf der linken Seite befindlichen Äußeren einer Artilleriestandarte.
Diese Standarte stellte die einzige Ausnahme für die Regel dar, dass die Waffenfarbe der Einheit auch als Grundfarbe für die Standarte übernommen wurde. Die karminrote Grundfarbe bedeutete nicht, dass das „Führerbegleitbataillon“ eine Artillerieeinheit war, vielmehr war Weiß die Waffenfarbe, die dem Bataillon als Infanterieeinheit zugewiesen wurde. Es darf daher davon ausgegangen werden, dass der Designer der Standarte die Farbe Karminrot wählte, um farblich besser zum strahlenden Rot der rechten Seite („Führerstandarte“) zu passen.
Die linke Seite der Standarte entsprach in allem der Truppenstandarte, die bei Artillerieverbände verwendet wurden und war Karminrot grundiert.
Die rechte Seite der Standarte war der so genannten „Führerstandarte“, also der persönlich von Adolf Hitler benutzten Standarte, nachempfunden. Auf einem weiß grundierten, kreisförmigen Feld befand sich ein schwarzes, aufrecht stehendes Hakenkreuz. Um dieses Feld war eine Girlande aus goldfarbenen Eichenblättern angebracht. In den vier Ecken der Standarte befanden sich je zwei goldfarbene „Wehrmachtadler“ bzw. zwei goldfarbene Adler in der Form des NSDAP-Partei-Adlers. Die rechte Seite war wie die linke Karminrot grundiert.
Alle weiteren Merkmale der Standarte entsprachen denjenigen der allgemeinen Heeresstandarten.

#### Standarte Infanterieregiment 271

Standarte des Infanterieregiments 271, Vorder- und Rückseite

Die SA-Standarte „Feldherrnhalle“ war vor dem Krieg eine der Elite-Einheiten der SA. Neben ihren vielen Sondertätigkeiten hatte sie auch die Aufgabe, die Ehrenwache vor dem in München befindlichen Gebäude Feldherrnhalle zu stellen. Auf Grund dieser Tatsache wurde dieser Standarte im September 1936 von Adolf Hitler persönlich der Titel „Feldherrnhalle“ verliehen. Ab Januar 1937 wurde die SA-Standarte der Kontrolle der Luftwaffe mit ihrem Chef Hermann Göring (der auch den SA-Rang eines Obergruppenführers hielt) übergeben. Bei Ausbruch des Krieges im September 1939 wurde die Einheit sowohl in reguläre Verbände der Luftwaffe, als auch in das Infanterie Regiment 271 des Heeres überstellt. Zur Erinnerung an ihre bis dahin geltende Zugehörigkeit zur SA, war es den Verbänden dieses Regimentes gestattet, neben ihrer regulären weiß grundierten Infanterie-Bataillonsfahne, die ursprüngliche Standarte der SA zu führen.
Die Standarte (der Ausdruck ist nicht gleichzusetzen mit den allgemeinen Standarten des Heeres, sondern betrifft hier die speziell in der SA und SS benutzen Fahnentypen), bestand aus einem rechteckigen, 70 × 60 cm großen, rot grundierten Tuch.
Auf der Vorderseite befand sich in einem weißen, kreisförmigen Feld ein aufrecht stehendes, schwarzes Hakenkreuz. Oberhalb bzw. unterhalb des Feldes waren in weißer Seidenstickerei die Worte „DEUTSCHLAND ERWACHE“ angebracht.
Die Rückseite war identisch mit der Vorderseite, die dort aufgebrachten Worte waren jedoch „NAT.SOZ. DEUTSCHE ARBEITERPARTEI“ bzw. „STURMABTEILUNG“.
Das Fahnentuch war an drei Seiten mit einer aus Wolle bestehenden schwarz-weiß-roten Einfassung versehen. An der oberen, nicht eingefassten Seite war durch eine Schlaufe eine kurze, hölzerne Stange geführt, die an ihren Enden jeweils mit einer hölzernen Eichel verdickt war. Das „frei hängende“ Fahnentuch wurde mit zwei Seidenschnüren am Namenschild befestigt.
Die 230 cm hohe Standartenstange wurde von einem goldfarbenen Adler gekrönt, der auf einem geflochtenen Kranz aus Lorbeerzweigen saß. Innerhalb des Lorbeerkranzes befand sich ein aufrecht stehendes, schwarzes Hakenkreuz.

## Luftwaffe

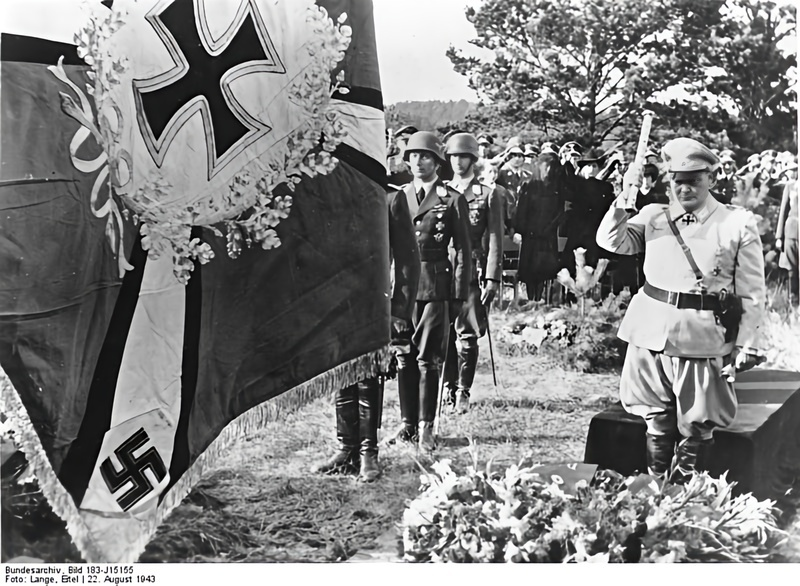
Luftwaffenfahne während der Beisetzung von Hans Jeschonnek

Wie beim Heer auch wurden die Truppenfahnen der Luftwaffe – bis auf wenige Ausnahmen – nach einem gemeinsamen Muster hergestellt.
Das quadratische Fahnentuch besaß eine Seitenlänge von 126 cm und war an drei Seiten mit silberfarbenen Aluminiumfäden verziert.
Im Zentrum der linken Seite der Fahne befand sich ein schwarzes Eisernes Kreuz, das auf ein weißes Feld gesetzt war. Um dieses Feld wurde kreisförmig eine Girlande aus silberfarbenem Eichenlaub geführt. An seiner Basis wurde diese Girlande mit silberfarbenen Bändern zusammengehalten. Von den vier Ecken der Fahne ausgehend erstreckten sich bis zur Girlande hin vier weiße, stilisierte Propellerblätter, die noch schwarz eingefasst waren. Jedes dieser Propellerblätter trug in seiner äußeren Ecke ein schwarzes, aufrecht stehendes Hakenkreuz.
Die rechte Seite entsprach der linken mit folgenden Ausnahmen: Anstelle des Eisernen Kreuzes befand sich im Zentrum der Fahne der „Luftwaffen-Adler“ in Silber, der auf ein auf die Spitze gestelltes, ebenfalls silberfarbenenes Hakenkreuz trägt. Die Girlande bestand nicht aus Eichen-, sondern aus Lorbeerblättern.
Die drei Meter lange Fahnenstange bestand aus einem Stück Eichenholz, das Schwarz gestrichen und anschließend poliert wurde. Die Fahnenspitze wurde von einem silberfarbenen „Luftwaffenadler“-Emblem gekrönt.
Die unterhalb der Fahnenspitze befestigte Fahnenbanderole entsprach in allem der Ausführung, die auch beim Heer verwendet wurde. Anders als bei dieser wurde jedoch keine Metallplakette oberhalb der Quasten angebracht.

### Fahne Fliegende Verbände, Technische Schulen und Luftkriegsschulen
Die Fahne für diese Verbände war goldgelb grundiert.

### Fahne Flak-Artillerie-Verbände und -Schulen
Die Fahne für diese Verbände war karminrot grundiert.

### Fahne Luftwaffen-Nachrichten-Verbände und -Schulen
Die Fahne für diese Verbände war goldbraun grundiert.

### Fahne III. Bataillon des Fallschirmjäger-Regiments 1
Es existieren sowohl schriftliche als auch mündliche Berichte, dass dieses Bataillon mit einer Fahne in der Grundfarbe Grün ausgestattet wurde.
Da in diesem Regiment sowohl das I. als auch das II. Bataillon besondere Fahnen bzw. Standarten führen durften (s. u.), könnte es sein, dass diese Regelung auch für das III. Bataillon zutraf und eine grün grundierte Luftwaffenfahne gebraucht wurde. Im „Normalfall“ wäre eine goldgelb grundierte Fahne zu führen gewesen.

Fahnen der Luftwaffe
Fliegende Einheiten (Rechte Seite)
Fliegende Einheiten (Linke Seite)
Flakartillerie (Rechte Seite)
Flakartillerie (Linke Seite)
Nachrichtenverbände (Rechte Seite)
Nachrichtenverbände (Linke Seite)
Mutmaßliche Fahne des III. Bataillon des FJR1 (Rechte Seite)
Mutmaßliche Fahne des III. Bataillon des FJR1 (Linke Seite)

### Fahne I. Bataillon des Regiments „General Göring“

Fahne des I. Bataillons des Regiments „General Göring“

Die Ursprünge des Regiments „General Göring“ reichen zurück bis in das Jahr 1933 und dem damaligen Preußischen Innenminister Hermann Göring. Im Zuge von Sondereinsätzen aller Art wurde eine spezielle Polizeitruppe, die so genannte „Luftaufsicht“, herangezogen, die insbesondere für Fallschirmeinsätze ausgebildet war. In den folgenden Jahren wurde diese Truppe stark ausgebaut und mit dem Namen „Landespolizeigruppe General Göring“ versehen, bis sie schließlich am 1. April 1935 als reguläres Luftwaffenregiment „General Göring“ aufgestellt wurde.
Entgegen dem allgemeinen Erlass vom 21. April 1936, nach dem alle Luftwaffenverbände neue Truppenfahnen erhalten sollten, durfte dieses Regiment ihre ursprünglichen Landespolizeigruppen-Fahnen weiter führen.
Die Fahne des I. Bataillons entsprach in allem der von einigen Heeresbataillonen geführten ehemaligen Fahne der „Landespolizeigruppe General Göring“ (s. o.) mit folgenden Ausnahmen:
Die Fahnenspitze bestand aus einem silberfarbenen Preußischen Polizeistern, in dessen Mitte sich ein auf der Spitze stehendes Hakenkreuz befand.
Direkt unterhalb der silberfarbenen Schleife des Lorbeerkranzes befand sich ein kleiner Schild, der mit dem Emblem „Kreuz des Südens“ verziert war. Dieser Schild war schwarz eingefasst und durch ein schwarzes Kreuz geviertelt. Im oberen linken Feld befand sich eine rot grundierte Anordnung von fünf weißen Sternen, die das „Kreuz des Südens“ repräsentieren sollte. Der Schild wurde der so genannten Petersflagge, der Flagge der Deutsch-Ostafrikanischen Gesellschaft nachempfunden.

### Fahne II. und III. Bataillon des Regiments „General Göring“

Fahne des II. und III. Bataillons
Fahne des I. Bataillons des FJR 1

Die Fahnen, die vom II. und III. Bataillon verwendet wurden, entsprachen derjenigen des I. Bataillons mit folgenden Ausnahmen:
Die Fahnenspitze bestand aus dem allgemein in der Luftwaffe verwendeten „Luftwaffenadler“.
Die Fahne enthielt nicht das Emblem „Kreuz des Südens“.

### Fahne I. Bataillon des Fallschirmjäger-Regiments 1
Die Fahnen dieses Bataillons entsprachen denjenigen der vom II. und III. Bataillon des Regiments „General Göring“ benutzten mit folgender Ausnahme:
Die Fahnenspitze bestand aus dem Preußischen Polizeistern.

### Standarte II. Bataillon des Fallschirmjäger-Regiments 1

Standarte des II. Bataillons des Fallschirmjäger-Regiments 1

Als im Jahr 1936 die erste Fallschirmjäger-Einheit aufgestellt wurde, bestand diese aus Freiwilligen, die ausschließlich von Heeresverbänden stammten. Am 4. November 1938 wurde dem damaligen Heeres-Fallschirmschützen-Bataillon IV eine Heeresstandarte für motorisierte Infanterieverbände überreicht. Als die Einheit am 1. Januar 1939 vom Heer zur Luftwaffe wechselte und zum 2. Bataillon des Fallschirmjäger-Regiments 1 wurde, gestattete man dem Bataillon, die ursprüngliche Heeres-Infanterie-Standarte weiter zu führen.

### Ehrenstandarte „Legion Condor“
Siehe auch: Flaggen der Legion Condor

Ehrenstandarte der „Legion Condor“
Rechte Seite
Linke Seite

Die „Legion Condor“ war eine auf Hitlers Befehl ab dem Jahr 1936 eingesetzte Formation, die sich aus Verbänden der aktiven Luftwaffe zusammensetzte und durch unabhängige Truppenteile der Wehrmacht (Panzer-, Nachrichten-, Transportverbände, Marine-, Ausbildungsverbände) ergänzt wurde, um General Franco im Spanischen Bürgerkrieg zu unterstützen und neue Waffen und Kampfverfahren im Kampf auszuprobieren.

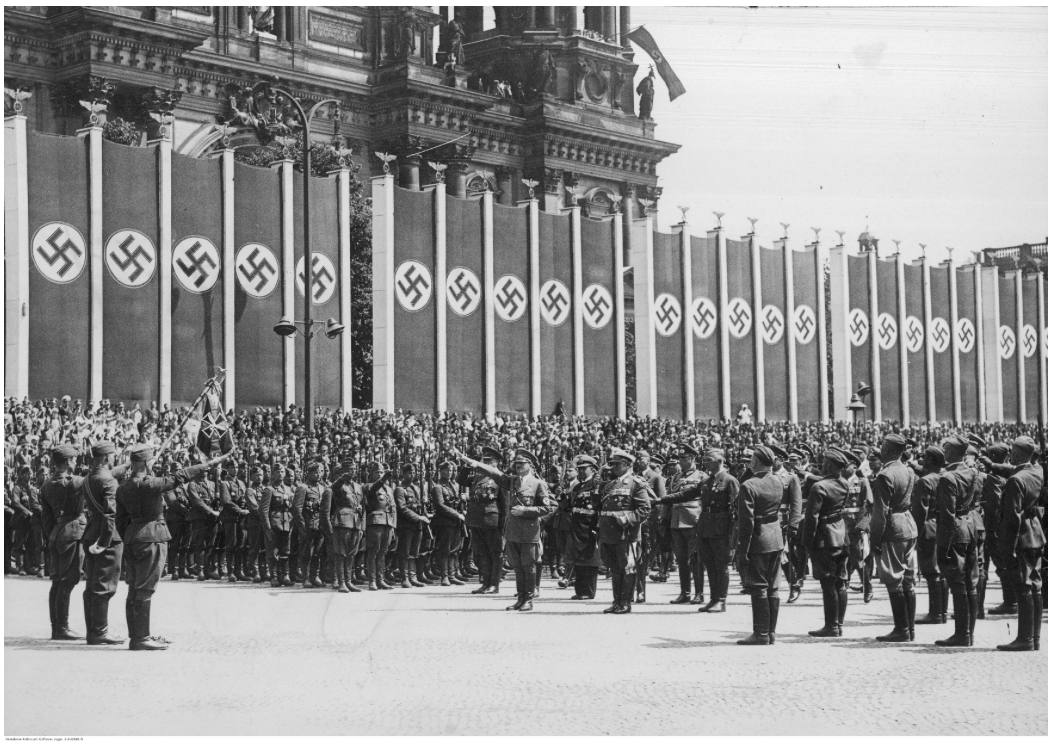
Fahne der „Legion Condor“ präsentiert während der Siegesparade in Berlin am 6. Juni 1939

Während ihrer gesamten Einsatzzeit in Spanien führte die Legion keine besondere Fahne. Im Verlauf der Siegesparade im April 1939 in Barajas überreichte General Franco der Deutschen Einheit eine besondere Standarte, die speziell zu diesem Zweck in Spanien hergestellt worden war. Mit Rückkehr der Legion Condor nach Deutschland wurde diese „Ehrenstandarte“ auch bei Siegesparaden in Hamburg und Berlin präsentiert. Nachdem die Legion wieder aufgelöst worden war, wurde die Standarte schließlich in der so genannten „Standartenhalle“ des Reichsluftfahrtministeriums in Berlin ausgestellt. Mit dem Fall von Berlin im Mai 1945 erbeutete die „Rote Armee“ neben vielen anderen Fahnen und Standarten der Wehrmacht auch die „Ehrenstandarte“ der „Legion Condor“, wo sie noch heute im Zentralmuseum der russischen Streitkräfte in Moskau zu sehen ist.
Das seidene Standartentuch, auf dem die spanischen Farben Rot und Gelb überwogen, besaß eine Breite von 53 cm und eine Höhe von 52 cm. Drei Seiten der Standarte waren mit goldgelb gefärbten Fransen verziert.
Im Zentrum der linken Seite der Standarte befand sich ein Eisernes Kreuz, auf dem ein Deutscher „Luftwaffenadler“ angebracht war. Dem Eisernen Kreuz hinterlegt war ein gelbes diagonales Kreuz, das vier stilisierte Propellerblätter darstellen sollte. In den Ecken des Standartentuchs befanden sich vier unterschiedliche Embleme:
- ein silberfarbener „Luftwaffenadler“
- das Staatswappen Spaniens in der Ausführung von 1938
- die silberfarbenen Buchstaben L.C., was für „Legion Condor“ stand
- das Symbol der spanischen Falange-Partei in Form von fünf roten Pfeilen gehalten von einem Joch.

Die rechte Seite der Standarte war identisch mit einer spanischen Regimentsfahne und zeigte die spanische Nationalflagge in den Farben Rot-Gelb-Rot auf der sich im Zentrum das Staatswappen in der Form von 1938 befand. Da die Fahne in Spanien als Sonderfahne hergestellt worden war, wurden deutsche Produktionsvorschriften, z. B. "Blickrichtung des Adlers zur Stange" nicht beachtet.
Das Standartentuch wurde an der braunen Standartenstange mit fünf je 6 cm breiten Tuchschlaufen befestigt. An der Stangenspitze war ein 12,5 cm hoher und 24 cm breiter, bronzefarbener „Luftwaffenadler“ angebracht.
Unterhalb der Spitze befanden sich zwei mit gelben Schnüren befestigte Standartenbanderolen. Zum einen eine in den spanischen Farben Rot-Gelb-Rot gehaltene, sowie eine weitere in Gelb-Weiß-Rot-Gelb-Rot-Weiß-Gelb gefärbte Banderole, die dem Trageband der „Spanischen Militär-Medaille“ entsprach. Diese Medaille in Silber war auch am Ende der zweiten Banderole angebracht.

## Marine

Fahne für landgestützte Marineverbände
Rechte Seite
Linke Seite

Die erste Truppenfahne, die an eine landgestützte Marineeinheit im „Dritten Reich“ verliehen wurde, übergab man am 14. September 1936 während des 8. Reichsparteitags der NSDAP in Nürnberg der entsprechenden Einheit. Derartige Marine-Truppenfahnen wurden zu verschiedenen Zeitpunkten an Verbände von Marine-Artillerie-Bataillonen, landgestützten Marine-Stamm-Verbänden sowie diversen Marine-Schulen übergeben.
Die Fahnen bestanden aus einem mittelblauen quadratischen Seidentuch mit einer Seitenlänge von 126 cm. Sie waren an drei Seiten mit goldfarbenen Fransen verziert, die eine Breite von 4,5 cm aufwiesen.
Im Zentrum der linken Fahnenseite befand sich ein schwarzes, auf der Spitze stehenden Hakenkreuz. Dieses war von einer goldfarbenen Girlande aus Eichenblättern umgeben. Ausgehend von den vier Ecken der Fahne befanden sich vier weiße, gold eingefasste, stilisierte Propellerblätter, die sich bis zum Rand der Girlande erstreckten. In den vier äußeren Ecken des Tuchs befanden sich vier Abzeichen. In der oberen linken und unteren rechten Ecke war ein goldfarbener Anker abgebildet, während die verbleibenden Ecken jeweils ein Eisernes Kreuz schmückte.
Die rechte Fahnenseite entsprach der linken mit folgenden Ausnahmen:
Im Zentrum des Tuchs befand sich anstelle eines Hakenkreuzes ein Eisernes Kreuz.
In zwei der Ecken der Fahne befanden sich anstelle des Eisernen Kreuzes jeweils ein goldfarbener „Wehrmachtadler“.
Die drei Meter lange Fahnenstange bestand aus Eichenholz, war schwarz gestrichen und wurde anschließend poliert. Die Fahnenspitze bestand aus einem Wehrmachtadler aus Messing, der vergoldet war.
Die unterhalb der Fahnenspitze angebrachte Fahnenbanderole entsprach den Ausführungen, die auch im Heer Verwendung fand. Jedoch wurde die oberhalb der Quasten befindliche Metallplakette in einer goldfarbenen Version gezeigt. Das kürzere Ende der Banderole trug eine Plakette mit dem Datum 16. März 1936, während das längere Ende das Datum 16. März 1935 aufwies.
Die Rückseiten der Plaketten, auf denen keinerlei Symbole oder Aufschriften zu sehen waren, durfte während des Krieges von Marineoffizieren, die größere Verbände befehligten, mit Gravuren versehen werden. Dort wurden wichtige Daten dieser Verbände, z. B. von Seeschlachten, eingetragen.

## Ausländische Freiwilligen-Legionen
| Ausländische Freiwilligen-Legionen                                             | Plakette | Truppenfahne                                                            |
| ------------------------------------------------------------------------------ | -------- | ----------------------------------------------------------------------- |
| Spanische Freiwilligendivision División Española de Voluntarios Blaue Division |          | Truppenfahne des: 2. Bataillons der Regimiento Pimentel & 3. Bataillons |
| Armenische Legion Հայկական լեգիոն (Haykakan Legion)                            |          |                                                                         |
| Aserbaidschanische Legion Azərbaycan legionu                                   |          |                                                                         |
| Georgische Legion ქართული ლეგიონი (K'artuli Legioni)                           |          |                                                                         |
| Kaukasische Mohammedaner-Legion Kaukasische Moslem-Legion                      |          |                                                                         |
| Nordkaukasien Legion                                                           |          |                                                                         |
| Bergkaukasien Legion                                                           |          |                                                                         |
| Turkistanische Legion Türkistan Lejyonu                                        |          |                                                                         |
| Wolga-Tatarische Legion Idel-Ural Legionь Idel-Ural Legion                     |          |                                                                         |
| SS-Waffengruppe Krim Qırım cenk taqımı                                         |          |                                                                         |
| Infanterie-Regiment 950 (indisches) Azad Hind Legion Legion Freies Indien      |          |                                                                         |

### Französische Legion

#### Regimentsfahnen

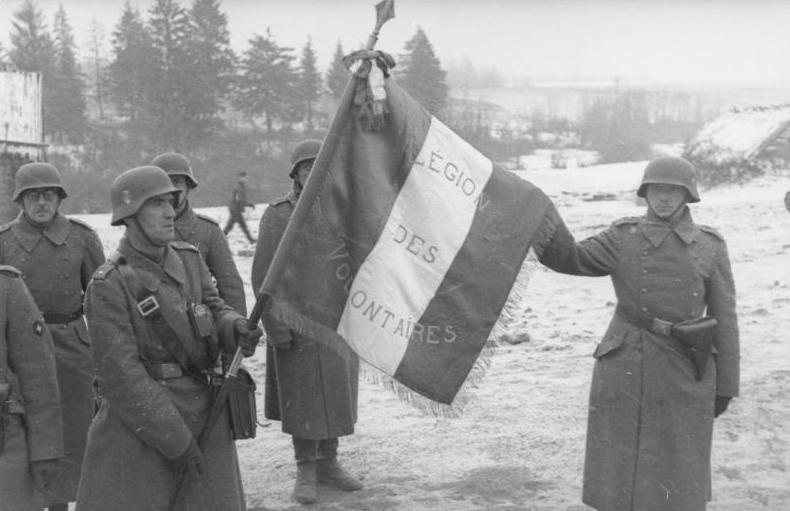
Soldaten der französischen Legion mit Regimentsfahne (1. Modell)

Die Legion des Volontaires Francais contre le Bolchevisme (LVF) wurde am 7. Juli 1941 während eines besonderen Treffens von Führern französischer, rechts gerichteter Parteien im Hotel Majestic in Paris gegründet. Dem Aufruf zum französischen Beitrag zum Deutsch-Sowjetischen Krieg folgten insgesamt etwa 13.400 Franzosen, von denen sich etwa 3000 in den ersten drei Monaten freiwillig meldeten. Der Einheit wurde gestattet, auf französischem Boden französische Uniformen zu tragen, während sie im Verlauf ihres Fronteinsatzes in Wehrmachtsuniform kämpfen mussten. Adolf Hitler missbilligte diese französische Einheit, da sie unter französischem Kommando stand und folglich wurde sie am 28. Dezember 1942 wieder aufgelöst. Schon bald wurde jedoch eine neue LVF aufgestellt, die zunächst in der Partisanenbekämpfung eingesetzt wurde. Im Juni 1944 musste sie während der sowjetischen Sommeroffensive schwere Gefechte austragen. Am 1. September 1944 wurden die Angehörigen der LVF schließlich vollständig in die französische Waffen-SS überführt und die Legion hörte auf, zu existieren.
Während ihres Bestehens besaß die LVF zwei unterschiedliche Truppenfahnen. Das erste Modell glich zwar oberflächlich einer französischen Regimentsfahne, entsprach jedoch nicht den offiziellen Regelungen in der französischen Armee. Auf beiden Seiten des Fahnentuchs befand sich eine Repräsentation der französischen Trikolore in den Farben Blau-Weiß-Rot. Auf der Vorderseite und zentral angebracht waren die Worte „LEGION DES VOLONTAIRES“ bzw. rückseitig die Worte „HONNEUR ET PATRIE“ zu lesen. Dieser Text war auch auf allen französischen Regimentsfahnen zu lesen. Dreiseitig war die Fahne mit einer goldfarbenen Borte aus Fransen verziert. Die Fahnenstange war – im Gegensatz zu französischen Regimentsfahnen – schwarz und nicht blau lackiert. An dieser war das Tuch mit 16 vergoldeten Nägeln befestigt. Die Fahnenstange lief in eine Speerspitze aus, unterhalb derer, zu einer Schleife gebunden, eine in den französischen Farben gehaltene Fahnenbanderole angebracht war. Diese endete beidseitig mit goldfarbenen Fransen. Zeitgenössische Fotografien belegen, dass diese Truppenfahne auch an der Ostfront Verwendung fand.

LVF 1. Modell (linke und rechte Seite)
LVF 2. Modell (linke und rechte Seite)

Das zweite Modell wurde der französischen Freiwilligen-Legion am 27. August 1943 anlässlich ihres zweijährigen Bestehens überreicht. Während einer Zeremonie im Hôtel des Invalides in Paris übergab der französische Staatssekretär General Bridoux dem Kommandeur der LVF eine Fahne, die den Bestimmungen – von kleinen Modifikationen abgesehen – der französischen Armee von 1879 entsprach. Daraus darf geschlossen werden, dass die französische Regierung die LVF als Teil der französischen Armee betrachtete.
Das Fahnentuch war quadratisch geformt und besaß eine Seitenlänge von 90 cm. Der Rand aus goldfarbenen Fransen besaß eine Breite von 5 cm und bestand aus genau 320 Fäden. Beidseitig zeigte die Fahne die französische Trikolore in den Farben Blau-Weiß-Rot.
Die goldfarbenen Inschriften auf dem Tuch waren handgemalt und dunkelbraun schattiert. In jeder der vier Ecken befand sich ein handgestickter Kranz aus Eichen- und Lorbeerblättern, der im oberen Teil offen war. Gewöhnlich enthielt dieser Kranz die Nummer des französischen Regiments, im Falle der LVF ließ man ihn jedoch frei. Auf der Vorderseite der Fahne und zentral angebracht waren die Worte „LA FRANCE au 1er REGIMENT DE LA LEGION DES VOLONTAIRES FRANCAIS“ zu lesen. Die Rückseite zeigte den Text „HONNEUR ET PATRIE“ und unterhalb davon die Orte und Jahreszahlen der bedeutenden Schlachten der Legion: „1941–1942 DJUKOWO“ sowie „1942–1943 BERESINA“. Das Fahnentuch war mit drei vergoldeten Nägeln an einer blau lackierten Fahnenstange angebracht. Diese endete in einer 38 cm hohen Speerspitze unterhalb derer sich das Emblem der LVF, zwei gekreuzte Kanonenrohre, befand. An der Spitze angebracht befand sich eine in den französischen Nationalfarben gestaltete Fahnenbanderole, die eine Länge von insgesamt 100 cm besaß, mit goldenen Fransen endete und im Gegensatz zu französischen Regimentsfahnen keine Regimentsnummer trug.

#### Bataillonsstandarten

Fahne des LVF I. Bataillon
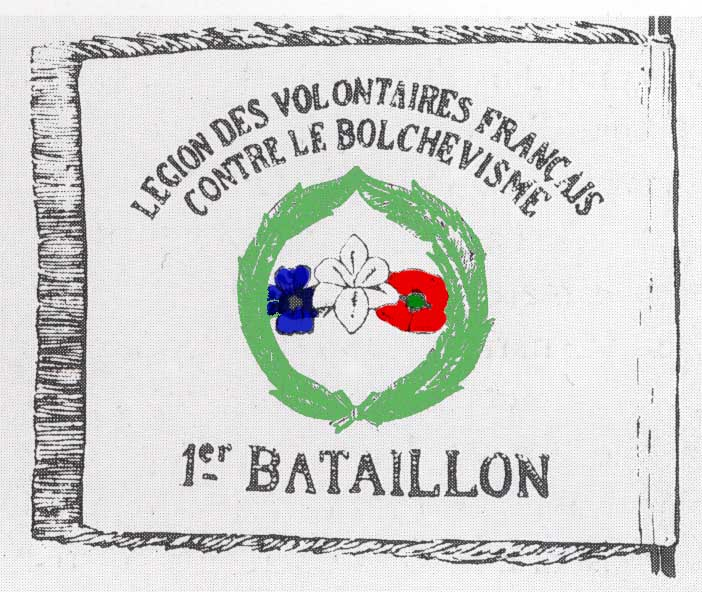
Rückseite
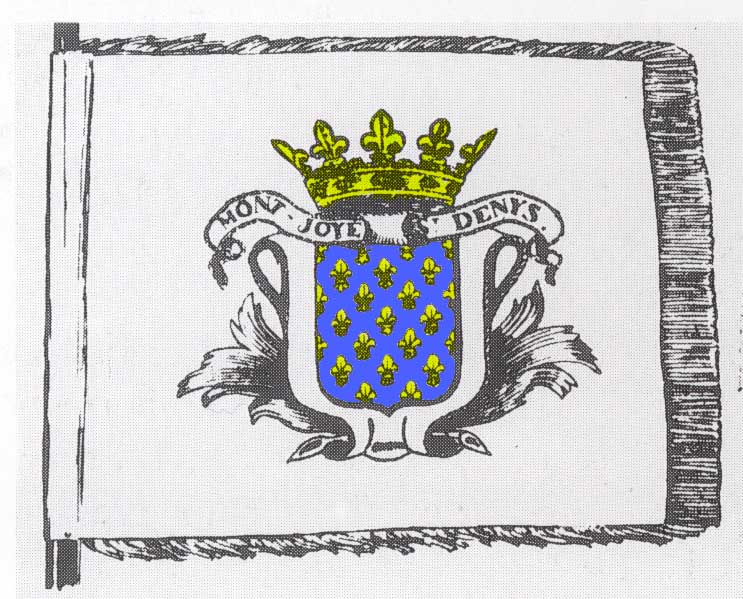
Vorderseite

Jedes der drei Bataillone der LVF besaß eine eigene Bataillonsstandarte. Über diese Standarten ist wenig bekannt, es kann jedoch davon ausgegangen werden, dass sie zusammen mit der Regimentsfahne überreicht worden sind.
Über die Standarte des ersten Bataillons ist bekannt, dass sie auf der Vorderseite das Wappen der Isle-de-France, das dem Wappen von Saint Denis, einem Stadtteil von Paris, entsprach, zeigte. Vermutlich war das Tuch blau grundiert. Die Rückseite zeigte die Inschrift „LEGION DES VOLONTAIRES FRANCAIS CONTRE LE BOLCHEVISME“, die bogenförmig über einem zentralen Emblem angebracht war. Dieses Emblem enthielt die Blüten einer blauen Kornblume, eines weißen Edelweißes sowie einer roten Mohnblume. Unterhalb des Emblems stand der Name des Bataillons „1er BATAILLON“.
Von der Standarte des zweiten Bataillons ist bekannt, dass diese auf der Rückseite das Motto „MARCHE OU CREVE“ (Marschieren oder Sterben) zeigte. Die Vorderseite zeigte den Text „2eme COMPAGNIE“ unterhalb dessen das Wort „BRAVOURE“ (Tapferkeit) und in der linken oberen Ecke diagonal angebracht die Buchstaben „LVF“.
Die Vorderseite des dritten Bataillons zeigte den Text „3eme COMPAGNIE“ und darüber das Wort „QUANDMEME“ (trotzdem). In der linken oberen Ecke waren ebenfalls die Buchstaben „LVF“ angebracht. Über das Design der Rückseite ist nichts bekannt, ebenso wenig wie über die Farbgebungen des Grundfeldes der Standarten des zweiten oder dritten Bataillons.

#### StandarteEcole des Cadres

Standarte der Ecole des Cadres (rechte und linke Seite)

Die Truppenschule der LVF, die Ecole des Cadres, besaß eine besondere Standarte. Diese wurde Monsieur de Brinon, dem Botschafter der Vichy-Regierung im besetzten Paris, von Anhängern der LVF übergeben. Die Zeremonie fand am 17. Juli 1943 am Place Stanislas in Nancy statt.
Die Vorderseite besaß ein blassblaues Grundfeld auf dem sich das Wappen von Jeanne d’Arc befand. Dieses bestand aus einem Kurzschwert, dessen Spitze nach oben zeigte und eine goldfarbene Krone trug. Links und rechts davon befanden sich ebenfalls in goldener Farbe je eine „Fleur-de-Lis“. Dieses Wappen wurde den Brüdern von Jeanne d’Arc im Jahre 1429 von Charles VII gewährt.
Die ebenfalls blassblau grundierte Rückseite zeigte einen Adler mit herabgesetzten Schwingen, der auf seiner Brust ein Schild in den französischen Farben präsentierte. Gekrönt wurde dieser Schild durch das Wort „FRANCE“. Unterhalb des Schildes traten vier Blitze hervor, deren Spitzen nach unten wiesen.
Befestigt war das Fahnentuch an einer schwarz lackierten Stange, die in eine goldfarbene Speerspitze mündete.

### Indische Legion

Fahne der Indischen Legion

Als der Rechtsanwalt und bekannte indische Nationalistenführer Subhash Chandra Bose im Jahr 1941 nach Berlin kam, war er gerade einem britischen Hausarrest in Indien entflohen. Mit dem Segen der deutschen Militärführung begann er rasch, mit zumeist in Nordafrika gefangengenommenen indischen Soldaten, die für die britische Armee kämpfen mussten, eine militärische Einheit aufzubauen.
Das erste Freiwilligen-Kontingent, das sowohl aus kriegsgefangenen Indern als auch aus einigen indischen Zivilisten bestand, die in Deutschland lebten, verließ Berlin am Weihnachtstag 1941 mit dem Ziel Frankenberg bei Chemnitz.
Im Dezember 1942 wurde die Legion schließlich mit 3500 einsatzfähigen Soldaten in vier Bataillone aufgeteilt und zunächst nach Holland geschickt, wo sie fünf Monate lang ihren Dienst verrichtete. Späteren Einsätzen in Frankreich folgte der Rückzug nach Deutschland, wo die Angehörigen der Legion in Kriegsgefangenschaft gerieten.
Die Indische Legion war der Wehrmacht direkt unterstellt, wurde jedoch gegen Ende des Jahres 1944 noch in die Waffen-SS überführt.
Das exakte Datum, wann die Indische Legion ihre Truppenfahne überreicht bekam, ist nicht bekannt. Es kann jedoch davon ausgegangen werden, dass sie bereits etwa im September 1942 eingeführt wurde, als die indischen Truppen ihren Fahneneid auf Adolf Hitler und Subhash Chandra Bose ablegten.
Die Fahne, die vermutlich in Deutschland hergestellt worden war, hatte einen rechteckigen Umfang, wobei sie etwas höher als breit war. Das zentrale Motiv bestand aus einem springenden bengalischen Tiger in natürlichen Farben, der sich auf einem weißen Feld befand. Im oberen orangefarbenen Feld stand das Wort „AZAD“, im unteren grünen das Wort „HIND“. Zusammengenommen bedeutete dies übersetzt „Freies Indien“. Die Fahne war an drei Seiten mit einer goldfarbenen Borte aus Fransen verziert. Die vierte Seite war mit 40 Nägeln an der Stange befestigt, die in eine einfache Speerspitze auslief. Unterhalb der Spitze war eine goldfarbene Fahnenschnur angebracht, die mit zwei Quasten endete.

### Kroatische Legion
Mit Verfügung vom 13. März 1943 (die Gesetzesverfügung datiert vom 4. Mai 1943) wurde dem vorwiegend aus kroatischer Mannschaft und deutschem Rahmenpersonal neu aufgestellten Infanterie-Regiment 369 eine Fahne vom kroatischen Staatsführer Ante Pavelić in Zagreb übergeben. Sie war 120 cm breit und 84 cm hoch.

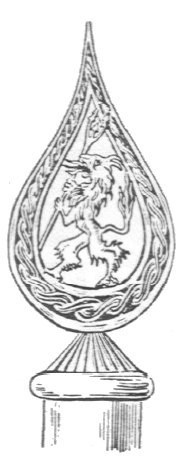
Spitze der Fahne des 369. Infanterie-Regiments

Der Avers war rot-weiß-blau waagerecht gestreift und trug mittig das Staatswappen. Die 25 Schachbrettquadrate des Wappens waren wechselnd silbern und rot und mit einer goldenen Schnur von 3 mm Dicke gesäumt. Der Wappenschild war etwa quadratisch und 12,5 cm breit, während das blaue Oberzeichen 7,5 cm breit und hoch war. Das U für Ustascha ist 2,5 cm hoch, welches aus 3 mm dicker goldener Schnur gelegt ist. Im Kreis um das Staatswappen herum ist eine Inschrift in goldenen Buchstaben gelegt, die für jeden Truppenteil anders lautete. Für das neuaufgestellte Infanterie-Regiment 369 lautet die Inschrift: ŠTO BOG DA I SREĆA JUNAČKA (WAS GOTT GIBT UND DAS HELDENGLÜCK); der Wahlspruch des kroatischen Ban und Feldherren Jelačić. Der Mittelpunkt des Schriftzugskreises liegt dabei in der Mitte des Tuches mit einem äußeren Durchmesser von 56 cm. Die Bezeichnung des Regiments steht dabei stets in der oberen linken Ecke mit 3,5 cm hohen und 2,5 cm breiten Schriftzeichen, die 5 cm von der Oberkante und der Fahnenstange beginnen.
Der Revers, deren Grundtuch aus silberweißem Brokat bestand, zeigte zentral in untereinander stehenden und verschlungenen Buchstaben, das Monogramm von Ante Pavelić. Das dunkelrot gestickte Namenskürzel ist 21 cm hoch. Wie auf dem Avers der Fahne, gibt es auf dem Revers in gleicher Ausführung eine golden gestickte Umschrift, die hier lautet: ZA POGLAVNIKA I ZA DOM (FÜR FÜHRER UND VATERLAND).
Beide Seiten waren mit einem silbernen Rand versehen, der vom eigentlichen Tuch durch eine 5 mm breite Tresse abgesetzt war. Das Band war mit blau-weiß-roten dreieckigen Flammen besetzt.
Die Fahnenstange war 230 cm lang und bestand aus naturfarbenem Hartholz mit einem Durchmesser von 35 mm. Die Bronzespitze war 18 cm lang und 7 cm breit. Sie zeigte innerhalb des mit dem altkroatischen Dreigeflecht verzierten Randes ein Abzeichen, das für jeden Truppenteil verschieden war. Für das 369. Infanterie-Regiment ist das Abzeichen ein symbolischer Teufel, nämlich ein vom Betrachter aus gesehen nach links blickender und aufrecht gehender feuerspuckender dreischwänzigen Ziegenbock mit Dreizack in seinen Klauen. Zur Fahne gehörte ein um die Spitze geschlungenes Band von 10 cm Breite in Waffenfarbe. Auf dieses wurde mit Goldfäden Ort und Datum des Gefechts eingestickt, in dessen Verlauf sich das Regiment hatte auszeichnen können.
Die Fahne des 369. Infanterie-Regiments befindet sich heute im Kroatischen Historischen Museum in Zagreb.

### Spanische Legion

Fahne des II. Bataillons des Pimentel-Regiments

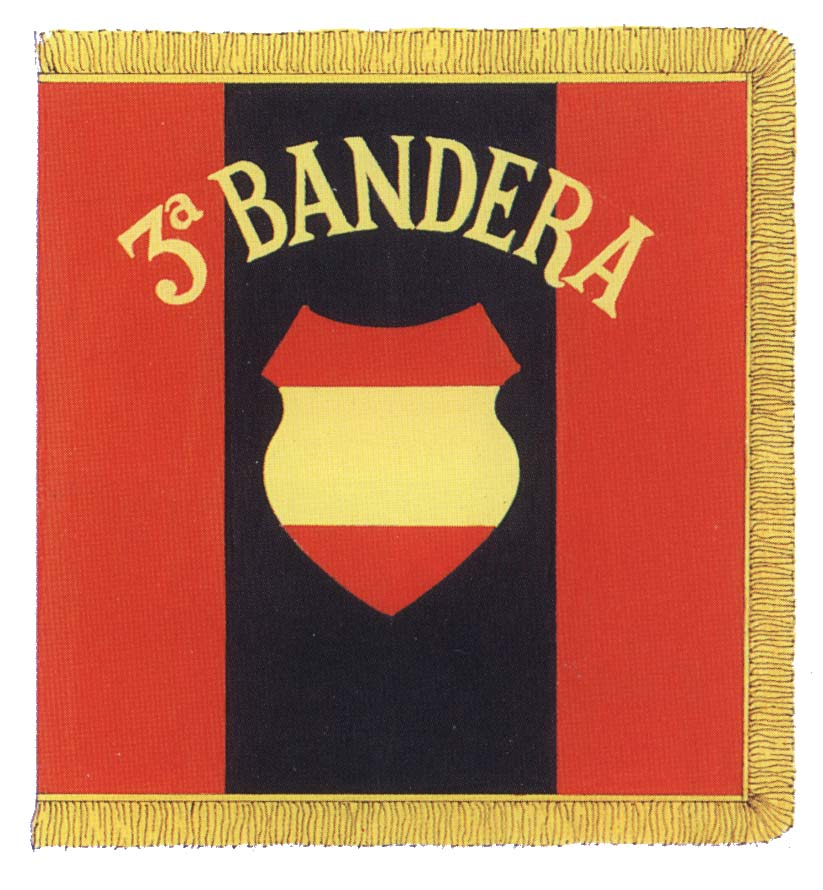
Fahne des III. Bataillons des Spanischen Freiwilligen Regiments

Zwischen 1941 und 1945 stellte Spanien insgesamt zwei militärische Gruppen aus Freiwilligen zusammen, die die Wehrmacht an der Ostfront unterstützen sollten.
Das erste Kontingent, das auf Spanisch División Española de Voluntarios bzw. auf Deutsch „Spanische Freiwilligen-Division“ hieß, bestand aus vier Infanterieregimentern, die nach ihrer Ausbildung in Deutschland auf insgesamt drei Regimenter reduziert wurden. Eines dieser Regimenter war das Infanterieregiment Nr. 262, das ursprünglich den Namen Regimiento Pimentel trug. Das erste spanische Freiwilligenkontingent wurde im Oktober 1943 von der Frontlinie abgezogen und wieder aufgelöst.
Fast zur gleichen Zeit mit der Auflösung der ersten Spanischen Legion wurde eine neue, kleinere Einheit aus Freiwilligen aufgestellt, die den spanischen Namen Legión Española de Voluntarios trug. Umgangssprachlich wurde sie jedoch schon wie früher als Legión Azul („Blaue Legion“) bezeichnet. Diese Einheit kämpfte bis zum April 1944 auf deutscher Seite, bis die inzwischen hoffnungslose militärische Lage die spanische Regierung veranlasste, die Legion nach Spanien zurückzubeordern und aufzulösen.
Jedes der spanischen Bataillone besaß das Recht, eine eigene Truppenfahne führen zu dürfen. Alle waren individuell gestaltet und wurden in der Regel von den Städten gespendet, in denen sich die Legionsangehörigen ursprünglich versammelt hatten.
Die Fahne des II. Bataillons des 262. Infanterieregiments (Pimentel) zeigte auf der Vorderseite auf gelbem Grund das spanische Staatswappen in der Ausführung von 1938. Oberhalb des Wappens waren bogenförmig die Worte „DIVISION ESPAÑOLA DE VOLUNTARIOS“ angebracht. Unterhalb des Wappens waren die Worte „REGIMIENTO PIMENTEL II BATALLON“ zu sehen. Das Fahnentuch war mit fünf Tuchschlaufen an der Fahnenstange befestigt. Diese mündete in einer Repräsentation des Symbols der „Falange-Partei“, fünf Pfeilen, die unter einem Joch hindurchgesteckt waren. Unterhalb des Symbols befand sich eine Banderole in den spanischen Nationalfarben, die zu einer Schleife gebunden war.
Die Fahne des III. Bataillons der Spanischen Freiwilligen-Legion zeigte auf der Vorderseite drei Streifen in den Farben Rot-Schwarz-Rot, den Farben der „Falange-Partei“, wobei der mittlere etwas breiter war. Im Zentrum befand sich ein Schild in den spanischen Nationalfarben Rot-Gelb-Rot. Dieses wurde in gleicher Form auch auf dem linken Uniformärmel der Mitglieder der Spanischen Legion getragen. Oberhalb des Schildes befanden sich die Worte „3ª BANDERA“. „Bandera“ (wörtlich „Fahne“) ist hier die spanische Verbandsbezeichnung für das Bataillon (deutsch „Fähnlein“).
Die Rückseite der Flagge zeigte die spanischen Farben in waagerechter Anordnung, die zentral eine Ansammlung von Waffen, gekreuzten Gewehren mit Bajonetten sowie eine Hellebarde präsentierte.

## Fahnen- und Standartenspitzen
Die Fahnen- bzw. Standartenspitzen waren in der Wehrmacht ziemlich einheitlich gestaltet. Dabei wurden folgende unterschieden:
- Beim Heer betrug die Höhe der Spitze, einschließlich des Schaftes 28,6 cm. Die Spitze bestand aus hellem, silberfarbenem, geschliffenem und poliertem Aluminium. Sie besaß eine größte Breite von 11,5 cm. Der Schaft hatte eine Höhe von 7,6 cm, einen größten Durchmesser von 4 cm und war leicht konisch geformt. Der silberfarbene Wehrmachtadler innerhalb des zugespitzten Rahmens besaß eine Höhe von 11,7 cm und eine Spannweite von 8,6 cm. Das unterhalb des Adlers auf der Spitze stehende Hakenkreuz hatte eine Seitenlänge von 3,1 cm. Wie bei allen Truppenfahnen und -standarten üblich, blickte der Adler stets nach vorne.
- Die Fahnenspitze bei der Luftwaffe bestand ebenfalls aus einer silberfarbenen Aluminium-Legierung. Anders als bei Heer und Marine hatte diese jedoch die dreidimensionale Form eines fliegenden Adlers mit ausgebreiteten Schwingen. In seinen Fängen hielt der Adler ein kleines silberfarbenes Hakenkreuz, das zwischen zwei Eichenblättern ruhte.
- Die Fahnenspitze bei der Marine entsprach in ihrem Aussehen derjenigen des Heeres. Jedoch bestand sie aus vergoldetem Messing.
- Die Fahnenspitze des 1. Bataillons des Regiments „General Göring“, sowie des 1. Bataillons des Fallschirmjäger-Regiments 1 bestand aus dem ursprünglich an der Fahne der „Landespolizeigruppe General Göring“ angebrachten Preußischen Staatspolizei-Stern, in den ein kleines Hakenkreuz gesetzt wurde.
- Die Fahnenspitze der TraditionsFahne des Regiments 134 „Hoch- und Deutschmeister“ hatte die Form einer goldfarbenen, breit ausgeformten Speerspitze, die nicht weiter verziert war.
- Die Fahnenspitze der Standarte der „Legion Condor“ bestand aus einem bronzefarbigen „Luftwaffenadler“, der sich im Flug befand. Er war 12,5 cm hoch und besaß eine Spannweite von 24 cm. In seinen Fängen hielt er ein bronzefarbiges Hakenkreuz, das zwischen zwei Eichenblättern ruhte.

## Fahnen- und Standartenträger

### Brust- und Ärmelschilde

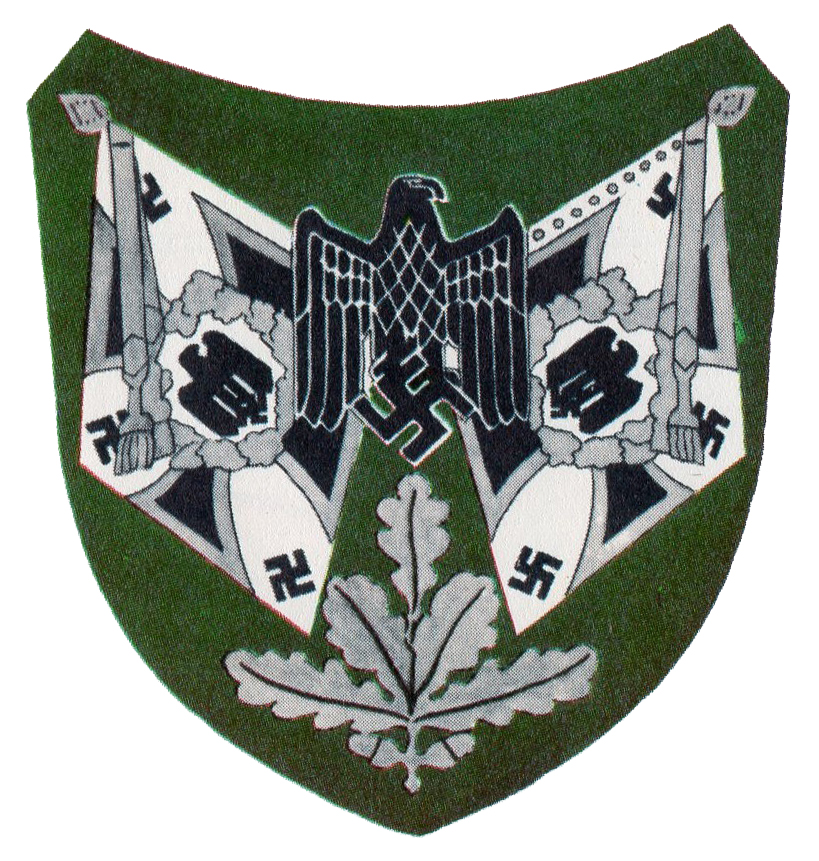
Ärmelschild für einen Fahnenträger der Infanterie

Schon seit dem Jahr 1806 war es in der deutschen Armee üblich, dass diejenigen Soldaten, die als besonders tapfer und mutig galten, die Ehre hatten, die Truppenfahne der Einheit tragen zu dürfen. Vor dem Jahr 1898 besaßen diese Fahnenträger keinerlei besondere Abzeichen, jedoch wurde durch „Allerhöchste Kabinetts-Order“ vom 15. Juni 1898 angeordnet, dass Fahnenträger der Armee von nun an besondere Ehrenzeichen tragen sollten. Diese Ehrenzeichen bestanden aus einem wollenen Ärmelabzeichen, das auf dem rechten Oberarm der Uniform angebracht wurde sowie einem metallenen Brustschild, der um den Hals gehängt wurde. Diese Praxis wurde bis zum Jahr 1919 aufrechterhalten, als man in der Weimarer Republik die Kennzeichen abschaffte.
Die Nationalsozialisten führten die alte Tradition jedoch 1933 wieder ein, und in den ersten drei Jahren erhielten Fahnenträger die alten kaiserlichen Insignien wieder zugewiesen. Mit dem „Fahnendekret“ vom 4. August 1936 wurden für Fahnenträger neue Symbole eingeführt, die aber an die alte Tradition anknüpften. Die Kennzeichen bestanden aus einem metallenen Ringkragen, der an einer Halskette befestigt war (Ausnahme: Fahnenträger von Marine-Verbänden, die keinen Ringkragen trugen) sowie einem Ärmelschild aus Tuch, auf dem ein besonderes Design aufgestickt war. Während der Brustschild nur bei Tragen einer Fahne angelegt wurde, waren die Ärmelschilde fest mit den Uniformen der Fahnenträger verbunden. Grundsätzlich war auf ihnen das Abbild der jeweiligen Truppenfahne mit der entsprechenden Waffenfarbe zu sehen.

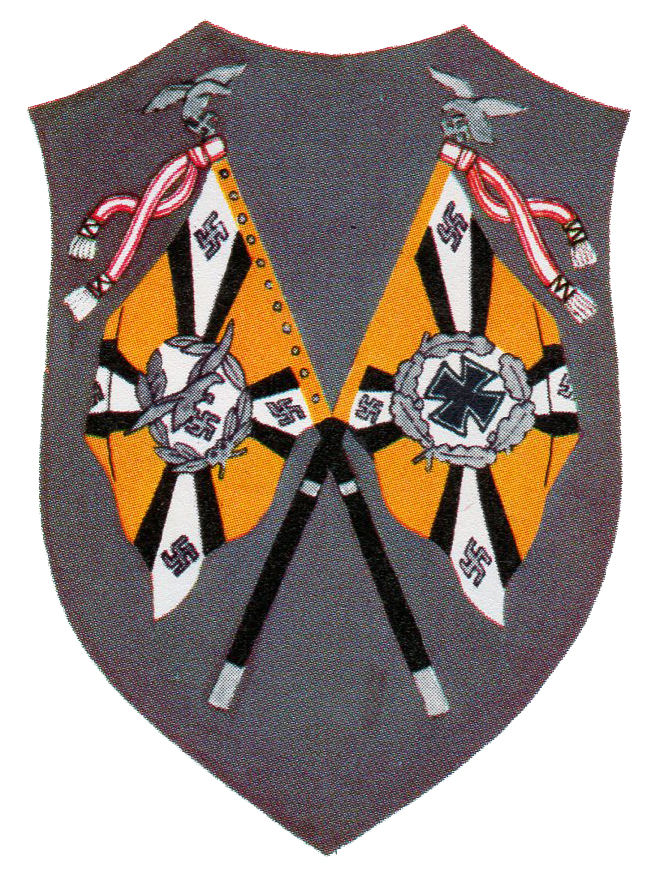
Ärmelschild für die Luftwaffe (hier: „Fliegende Einheiten“)
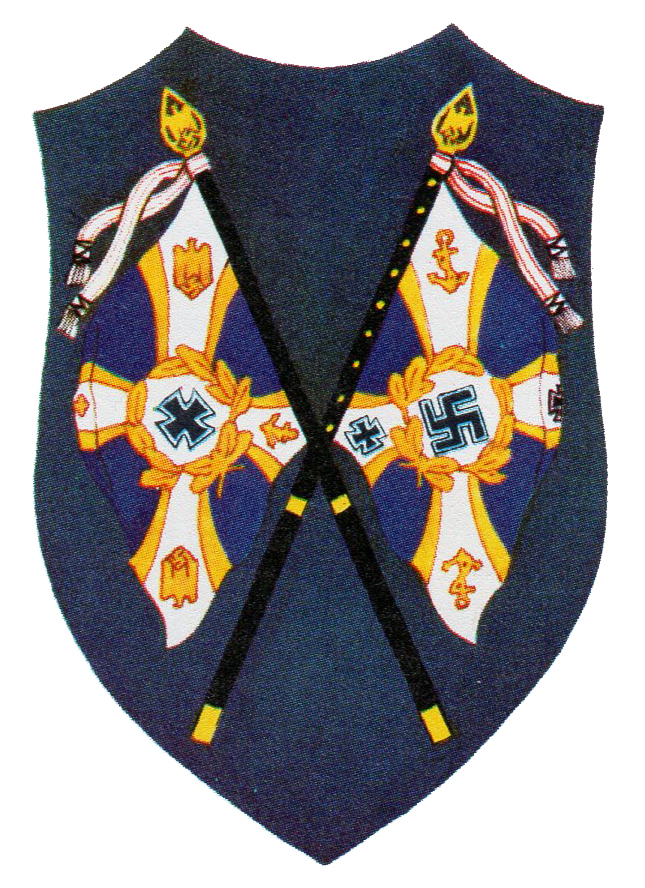
Ärmelschild für die Marine (hier: Blaue Uniform)
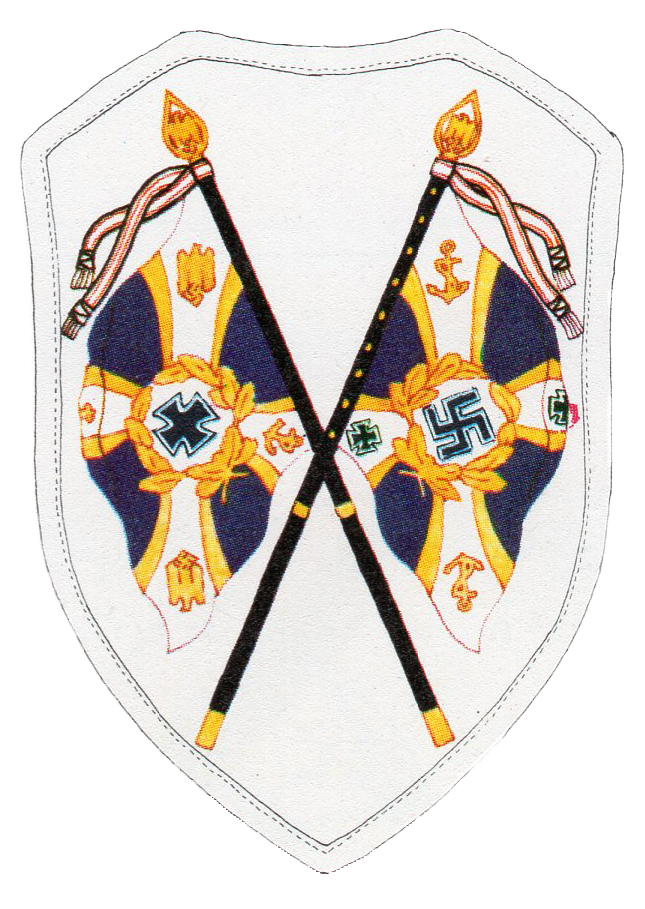
Ärmelschild für die Marine (hier: Sommeruniform)
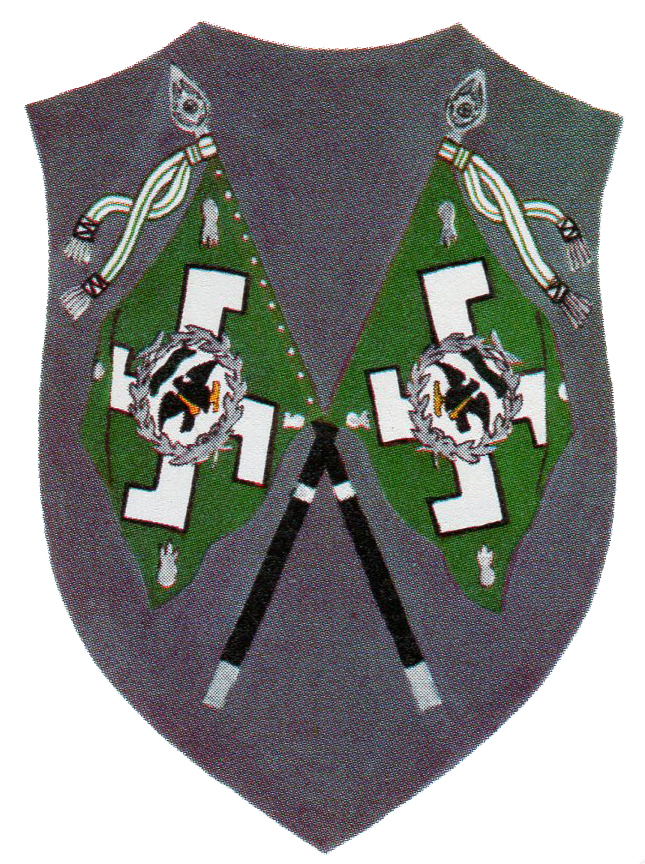
Ärmelschild für das Regiment „General Göring“

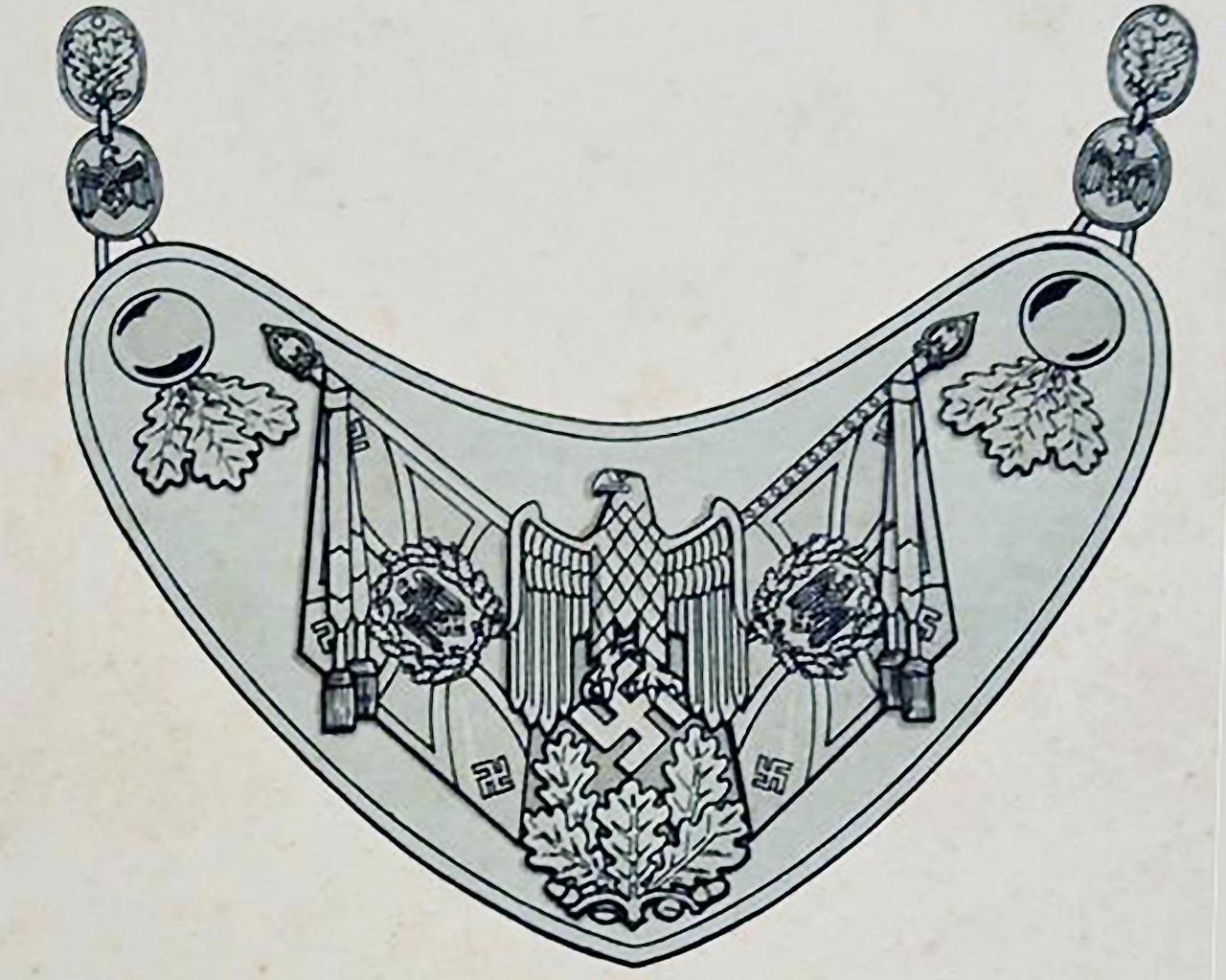
Ringkragen für einen Fahnenträger des Heeres
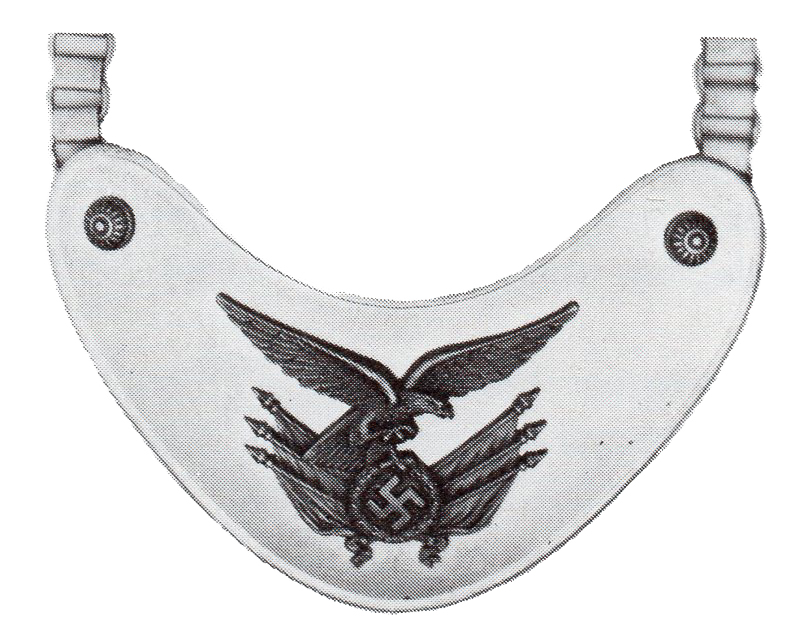
Ringkragen für einen Fahnenträger der Luftwaffe
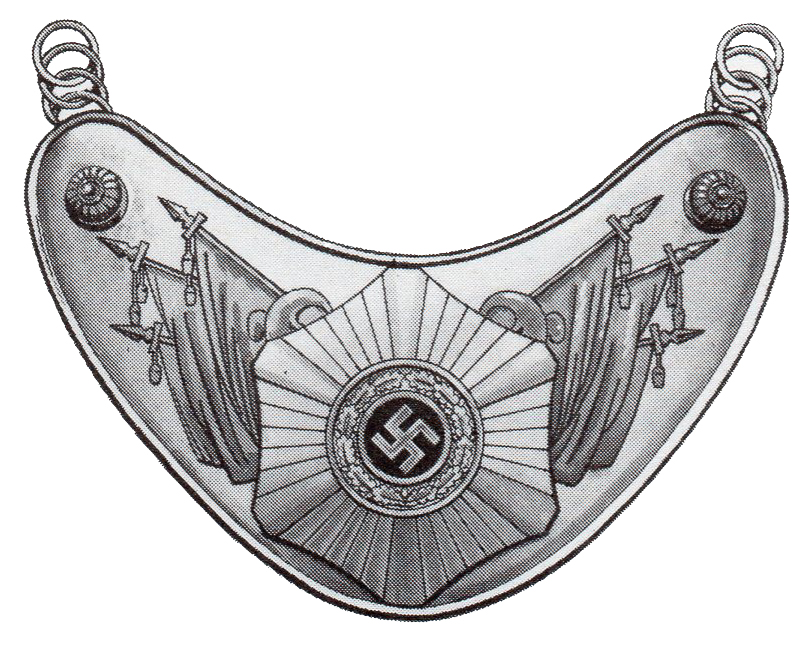
Ringkragen für einen Fahnenträger des Regiments „General Göring“

### Trageschärpen

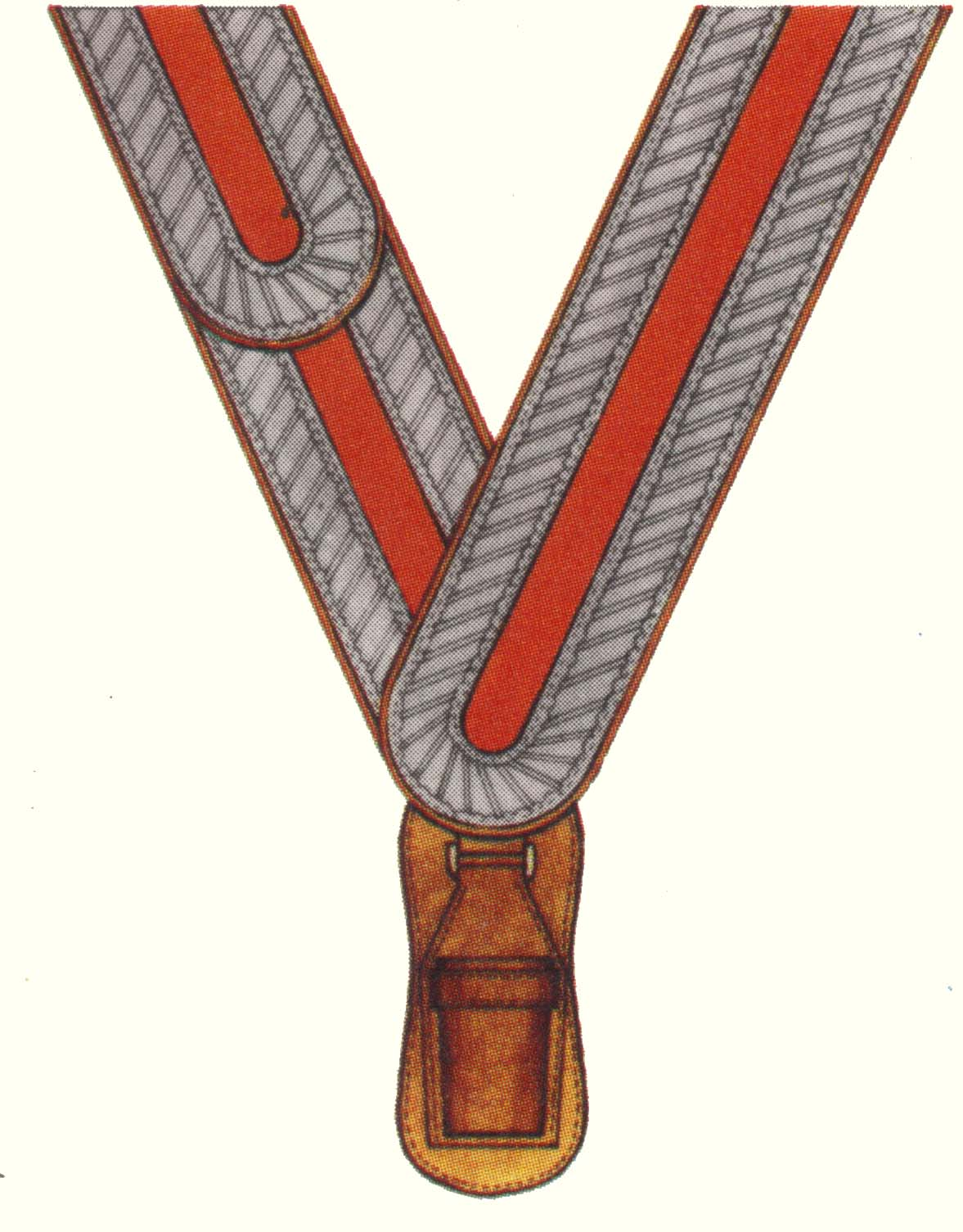
Trageschärpe der Luftwaffe (hier für die Luftnachrichtentruppe)

Die erste für das Deutsche Heer eingeführte Trageschärpe stammt aus dem Jahr 1901 und wurde durch einen persönlichen Erlass des Deutschen Kaisers befohlen. Jede der Schärpen war farblich individuell an die Farbe der jeweiligen Uniformknöpfe angepasst und besaß am unteren Ende einen Tragebecher aus rotem Russischem Leder.
In der Wehrmacht wurden unterschiedliche Schärpen benutzt:
- Das Heer unterschied Schärpen für Kavallerie-Verbände und solche für „unberittene Truppen“, also den Großteil des Heeres. Der eigentliche Unterschied zwischen diesen Schärpen bestand in den bei der Kavallerie-Schärpe im unteren Teil zusätzlich angebrachten Karabinerhaken. Diese wurden mit einem speziellen Lederstreifen, auf dem ein Tragebecher sowie einen Tragring angebracht war, verbunden.
  - Alle Schärpen wurden aus Saffianleder gefertigt und waren an beiden Seiten mit einer 4 cm breiten Verzierung aus silberfarbenen Aluminium-Fäden versehen. Der sich in der Mitte befindliche Stoffstreifen korrespondierte in seiner Färbung mit der Waffenfarbe der jeweiligen Einheit, so besaßen z. B. Infanterie-Verbände einen Mittelstreifen in Weiß, Nebeltruppen dagegen einen in Bordeauxrot. Am unteren Ende der Schärpe befand sich ein 24 cm langer schwarzer Lederstreifen, auf dem ein 7 cm langer Becher angebracht war. Dieser trug das untere Ende der Fahnen- bzw. Standartenstange.
- Die Schärpen der Luftwaffe entsprachen in allem denjenigen des Heeres, jedoch war der untere Lederstreifen nebst Becher braun gefärbt.
- Die Schärpen der Marine gab es in zwei Ausführungen. Die „normale“ Ausführung entsprach den Schärpen des Heeres, jedoch waren die Aluminiumverzierungen in goldfarbener Version angebracht. Der in der Mitte befindliche Stoffstreifen war grundsätzlich von mittelblauer Farbe. Die „einfache“ Ausführung bestand aus einem einfachen braunen oder auch schwarzen Lederstreifen, der keinen farblich abgesetzten Mittelstreifen sowie Aluminiumverzierungen besaß.
- Die Schärpen des Regiments „General Göring“ und solcher Verbände, die die ehemalige Fahne der „Polizeigruppe General Göring“ führen durften, entsprachen denjenigen der Luftwaffe, jedoch war der mittlere Stoffstreifen dunkelgrün gefärbt.
- Die Schärpe der „Legion Condor“ wurde nur während der Siegesparaden in Spanien und Deutschland kurzfristig verwendet und war im Wesentlichen in den „spanischen“ Farben Gelb und Rot gehalten.
- Es sei erwähnt, dass Fahnenträger des Grenadierregiments 134 „Hoch- und Deutschmeister“ die Fahnen ohne die Hilfe einer Schärpe trugen. Auch führten sie keinerlei Ringkragen oder Ärmelschild. Dies hatte seinen Grund in historischen Vorbildern der Kaiserlich-Österreichischen Armee.

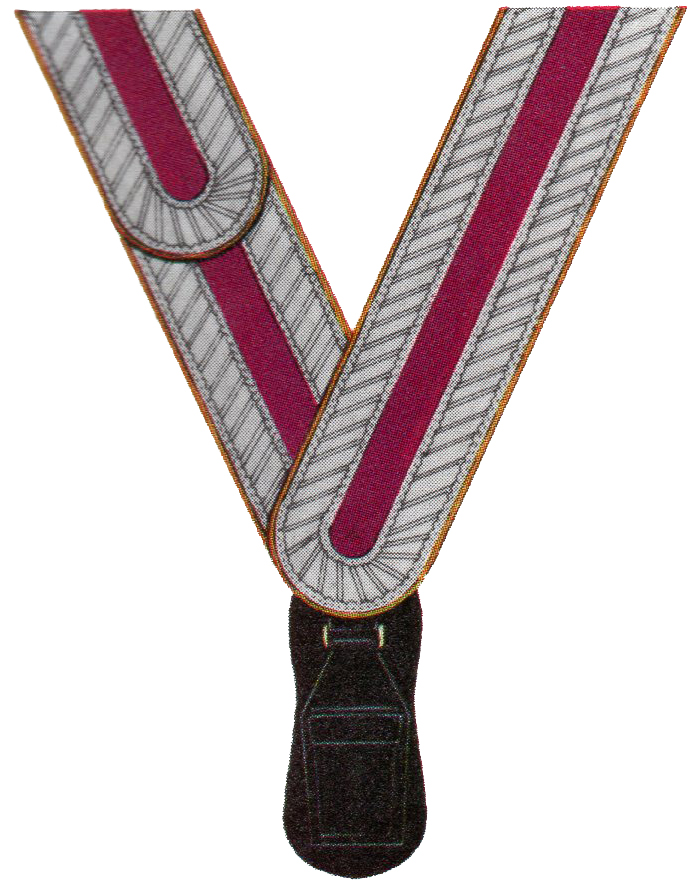
Trageschärpe für Heeresverbände (hier „Nebeltruppen“)
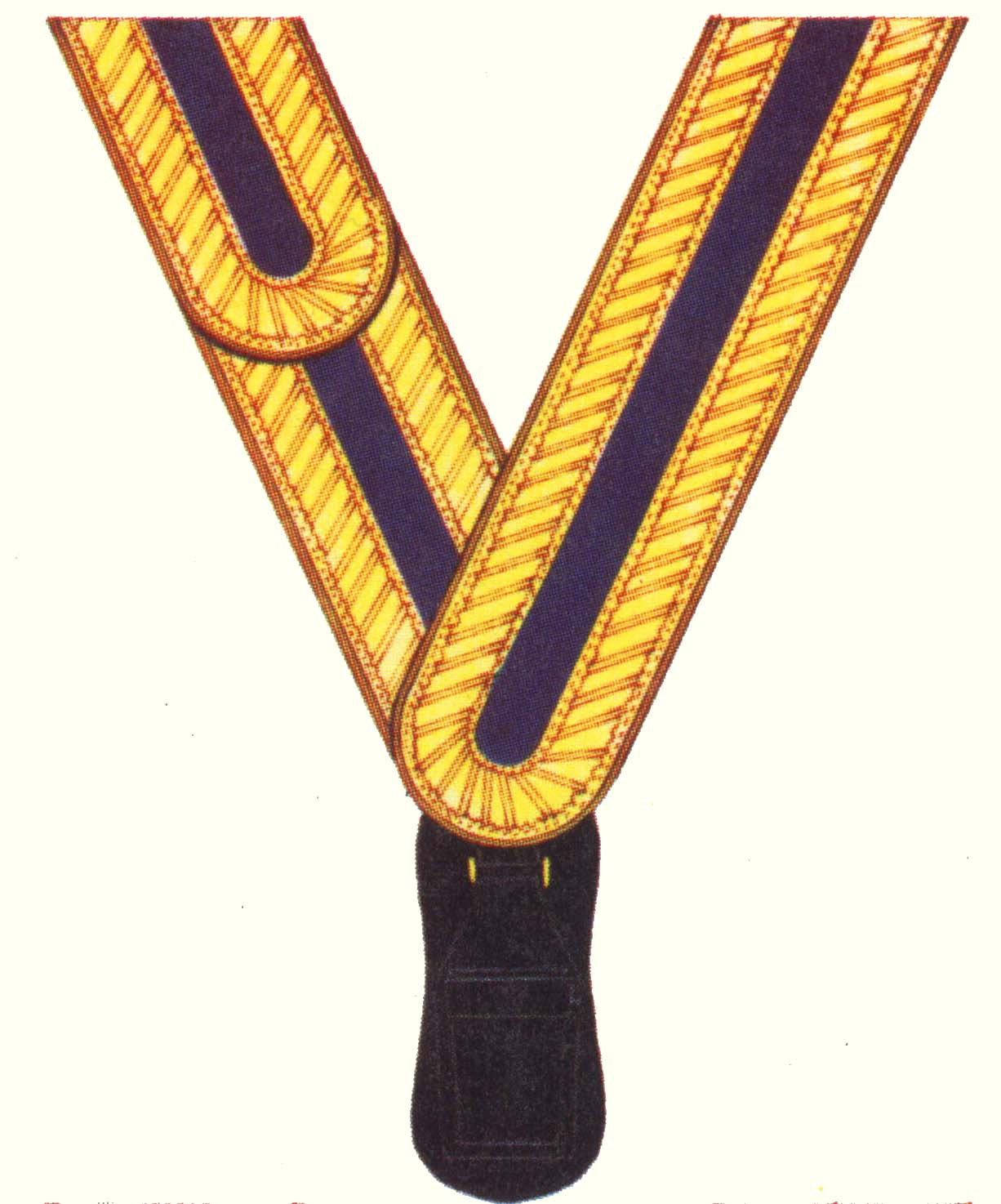
Trageschärpe für landgestützte Marine-Verbände („normale“ Ausführung)
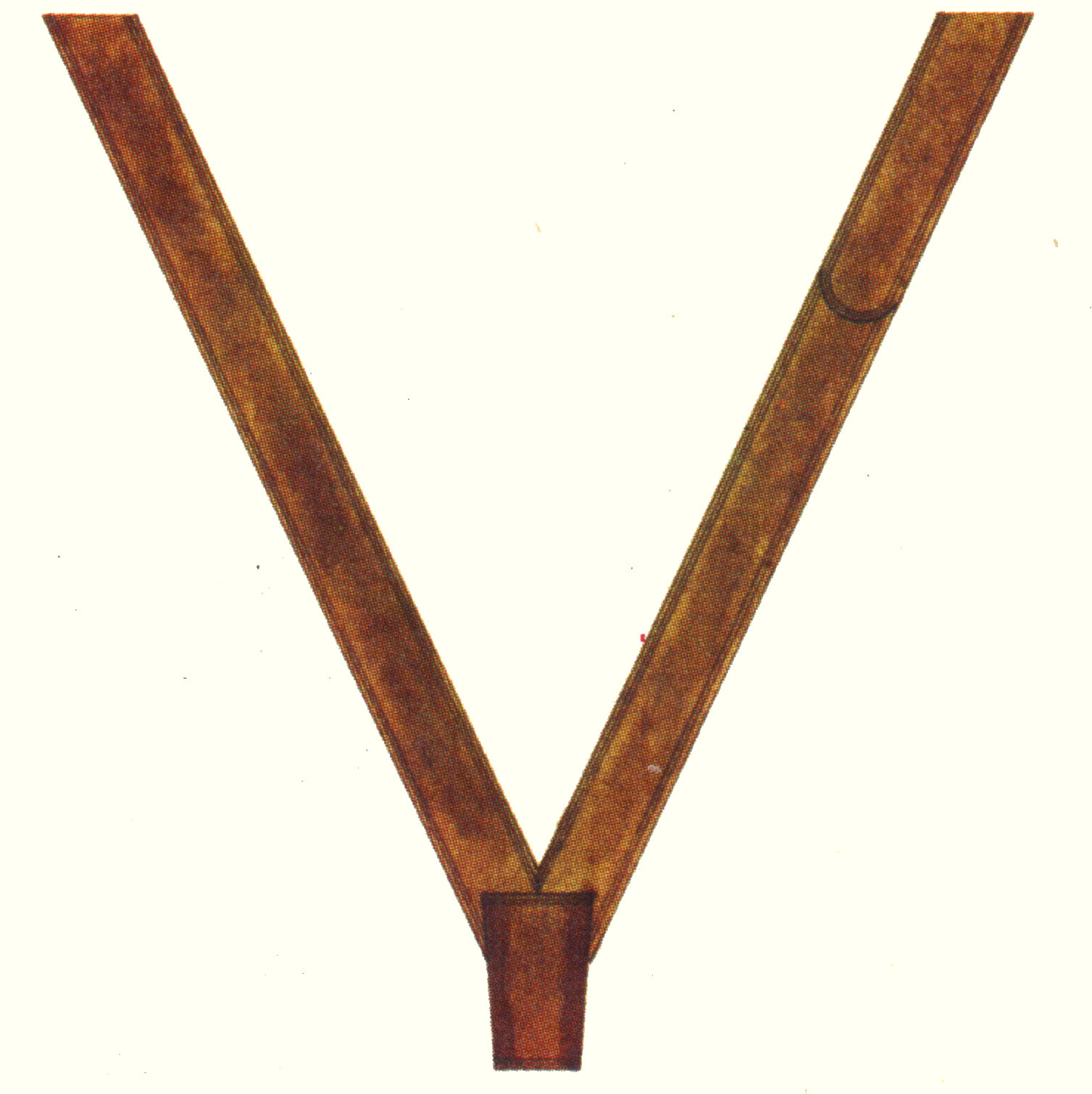
Trageschärpe für landgestützte Marine-Verbände („einfache“ Ausführung)
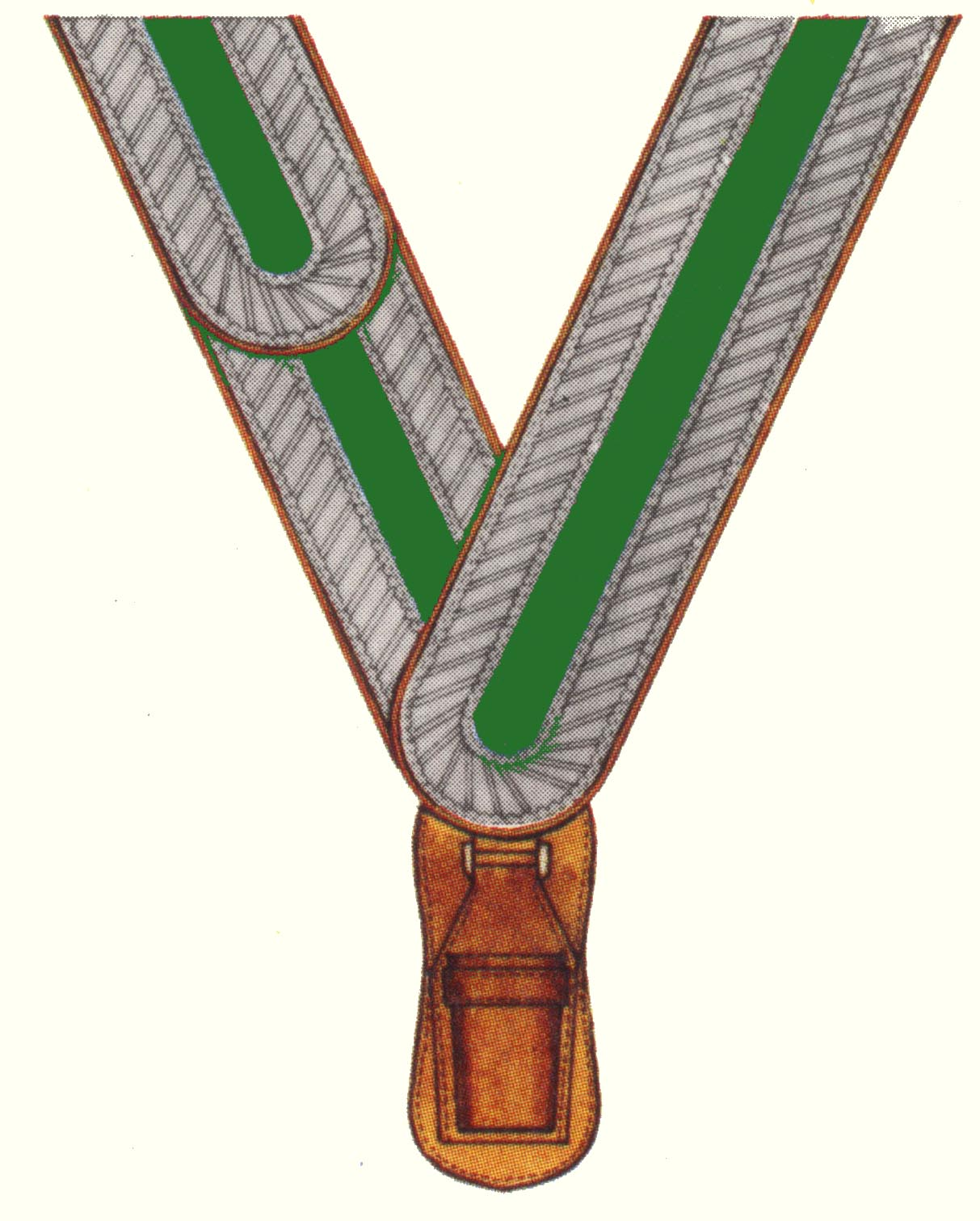
Trageschärpe des Regiments „General Göring“ und einiger weiterer Verbände (s. Artikel)

## Projektierte Gedenkbanderolen
|  |  |

Während des Jahres 1939 wurde von Adolf Hitler befohlen, dass diejenigen Verbände, die an bestimmten militärischen Operationen teilgenommen hatten, mit besonderen Gedenkbanderolen ausgestattet werden sollten. Dies betraf die „Einmärsche“ nach Österreich, ins Sudetenland, nach Böhmen und Mähren sowie in das Memelgebiet. Obwohl das Oberkommando der Wehrmacht exakte Regulationen über die geplante Verleihung dieser Banderolen nach dem Ende des Krieges ausgab, wurden keine mehr hergestellt. Trotzdem wurden die genauen Spezifikationen bekannt gegeben.
Die Längen aller Banderolen sollten für Wehrmachtfahnen 100 cm bei einer Breite von 15 cm sein, während Standarten mit 60 cm langen bzw. 10 cm breiten Banderolen ausgestattet werden sollten.
Für den Anschluss Österreichs sollte die Banderole die Farben des Tragebands der Erinnerungsmedaille vom 13. März 1938 zeigen, ein breites rotes Band, das auf beiden Seiten schmal in den Farben Weiß-Schwarz-Weiß eingefasst war. Dies war eine Kombination der Farben Deutschlands und Österreichs. Eine weiße Aufschrift auf der Banderole sollte das Datum 13. März 1938 zeigen.
Für die „Angliederung“ des Sudetenlands sollte die Banderole die Farben des Tragebands der Erinnerungsmedaille vom 1. Oktober 1938 zeigen, ein Band in den Farben Schwarz-Rot-Schwarz, das beidseitig schmal weiß eingefasst war. Die Farben Schwarz, Rot und Schwarz waren die Farben des Sudetenlandes. Eine Aufschrift auf der Banderole sollte „Sudetenland 1. Oktober 1938“ lauten.
Zur Erinnerung an die vollständige Besetzung der Tschechoslowakei war eine gleichfarbige Banderole geplant. Um diese von der „Sudetenlandbanderole“ unterscheiden zu können, sollte am unteren Ende der Banderole eine bronzefarbige Spange, die ein Abbild der „Prager Burg“ (Hradschin) zeigen sollte, befestigt werden. Eine Aufschrift war nicht geplant.
Die Angliederung des Memelgebietes von Litauen wurde der deutschen Kriegsmarine als „besonders ehrenhaftes Verhalten“ angerechnet. Zur Erinnerung an die Landung und den Einmarsch in das Memelgebiet war eine Banderole geplant, die die Farben des Tragebands der Erinnerungsmedaille vom 22. März 1939 zeigen sollte. Ein zentrales grünes Band wurde beidseitig durch ein weißes und rotes eingefasst. Dieses wurde an den Rändern nochmals durch ein schmales weißes Band abgeschlossen. Die Banderole sollte die goldfarbene Aufschrift „Memel 22. März 1939“ tragen.

## Siegesparade der Roten Armee

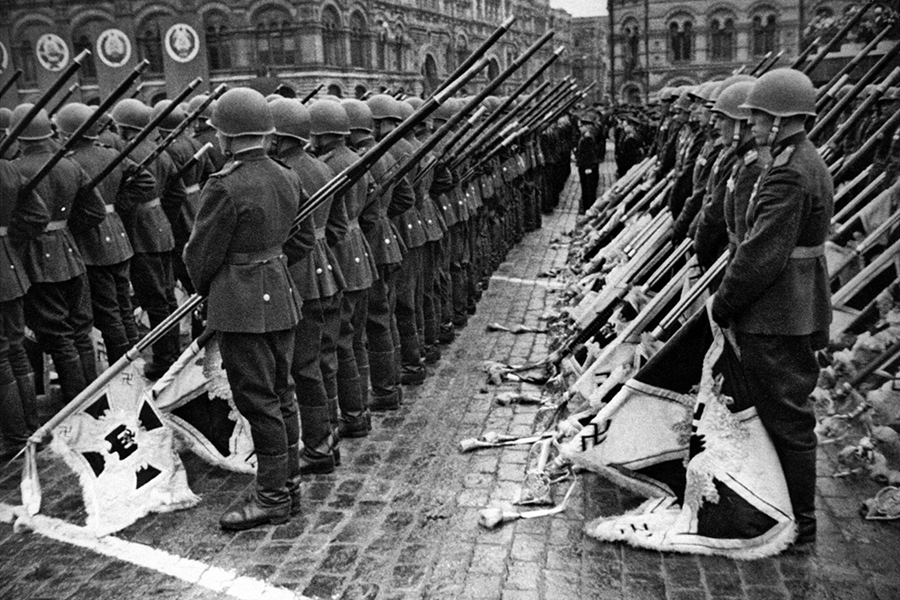
Erbeutete Truppenstandarten während der Moskauer Siegesparade 1945

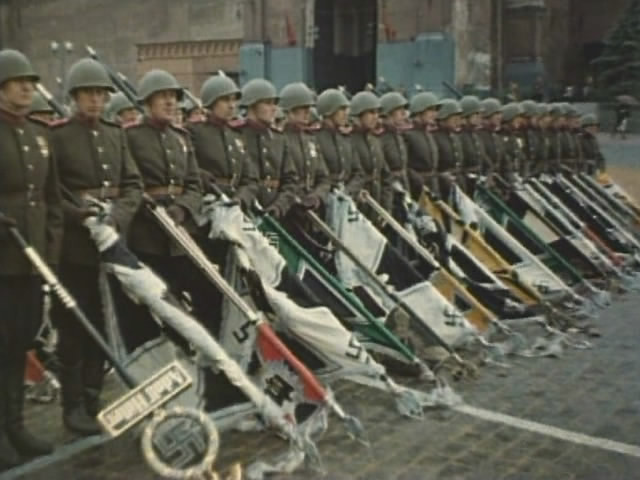
Auf den „Erdboden“ gesenkte, erbeutete Truppenfahnen

Als die Truppen der Roten Armee im April 1945 in der Schlacht um Berlin die deutsche Hauptstadt stürmten, erbeuteten sie in der zerstörten Stadt unter anderem auch die Exponate verschiedener staatlicher Museen. Darunter befanden sich auch zahlreiche der seit September 1944 dort befindlichen deutschen Truppenfahnen und -standarten, die das alliierte Bombardement unbeschadet überstanden hatten und schließlich in die sowjetische Hauptstadt verbracht wurden.
Am 23. Juni 1945 wurde durch eine Order Stalins eine Siegesparade für den folgenden Tag befohlen. Am Morgen des 24. Juni 1945 versammelten sich die Truppenverbände auf dem Roten Platz. Nach der Inspektion der versammelten Kräfte durch Marschall Schukow und Marschall Rokossowski begann die zweistündige Parade mit 40.000 teilnehmenden Soldaten und 1850 Militärfahrzeugen. Zum Abschluss erschienen nach einem Trommelwirbel um 9.55 Uhr Ortszeit 200 russische Soldaten, die insgesamt 200 erbeutete deutsche Truppenfahnen und -standarten, sowie Fahnen von Nationalsozialistischen Organisationen trugen. Diese wurden bald in einer Linie präsentiert und anschließend gesenkt, so dass die Fahnenspitzen und das Tuch den Boden berührten. An erster Stelle befand sich (allerdings ohne das Tuch) die Standarte der Leibstandarte SS Adolf Hitler mit ihrem auffälligen Namenschild. Der offizielle Sprecher der Roten Armee verkündete, dass die Banner, die dort getragen werden, mit ihren gesenkten Fahnenstangen und dem Seidentuch, das nun den Boden berührt, den Roten Platz zu kehren scheinen. Dies sei die politische Exekution des Faschismus.

Später wurden die Fahnen – wie durch Dokumentarfilmaufnahmen belegt ist – von ihren Trägern mit einer bewusst verächtlichen Geste vor dem Lenin-Mausoleum auf dem Roten Platz „in den Staub“ geworfen. Der Fotograf Jewgeni Chaldej schreibt dazu in seinem Kriegstagebuch: 

„Das war ein Anblick, unbeschreiblich. Es gab niemanden auf dem Platz, dem nicht Tränen in den Augen standen.“

 Nach Ende der Veranstaltung wurde dieser Bereich des Roten Platzes in demonstrativer Weise speziell gereinigt und desinfiziert.
Nach Beendigung der Siegesparade wurden die Fahnen in die Fahnenhalle des Zentralmuseums der russischen Streitkräfte verbracht, wo sie noch heute ausgestellt sind.

## Rechtshinweise
In Deutschland ist die Verbreitung und Darstellung von Symbolen des „Dritten Reichs“ strafbar unter den §§ 86, 86a StGB.
Verboten ist sowohl das Verbreiten der genannten Kennzeichen als auch das öffentliche Verwenden sowie das Verwenden in einer Versammlung (Abs. 1 Nr. 1). Ebenso sind entsprechende Vorbereitungshandlungen, namentlich das Herstellen, das Vorrätighalten sowie das Ein- und Ausführen strafbar (Abs. 1 Nr. 2).
Ausgenommen hiervon sind Handlungen der staatsbürgerlichen Aufklärung, der Abwehr verfassungswidriger Bestrebungen, der Kunst oder der Wissenschaft, der Forschung oder der Lehre, der Berichterstattung über Vorgänge des Zeitgeschehens oder der Geschichte oder ähnlicher Zwecke (Abs. 3 i. V. m. § 86 Abs. 3 StGB).